# 2023 na televisão brasileira
A seguir há uma lista de eventos relacionados à televisão brasileira em 2023. Os eventos listados incluem estreias, cancelamentos e finais de programas de televisão; lançamento, encerramento e rebrandings de canais; estações locais mudando de afiliação de rede; e informações sobre controvérsias e disputas de carregamento.

## Eventos notáveis

### Janeiro
| Data  | Evento |
| ----- | --- |
| 1.º   | As principais redes de televisão e canais de notícias do Brasil realizam a cobertura da posse do presidente Luiz Inácio Lula da Silva, ao vivo de Brasília, Distrito Federal. Algumas emissoras locais também realizam coberturas da posse de governadores eleitos nas eleições estaduais de 2022. |
| 1.º   | A RecordTV transfere as produções do seu departamento de teledramaturgia para a Igreja Universal do Reino de Deus, de modo que a rede fique apenas responsável pela compra dos capítulos de suas próprias obras. A mudança é uma manobra contábil para diminuir os custos de produção das mesmas, que tem causado prejuízo em suas receitas. |
| 2—3   | A maior parte das redes de televisão, canais de notícias e canais esportivos realizam a cobertura do velório, cortejo e sepultamento do ex-futebolista Pelé, ao vivo de Santos, São Paulo. |
| 2     | Um criminoso roubou uma viatura da Polícia Militar do Paraná e tentou invadir com o veículo a sede da TV Naipi, afiliada do SBT em Foz do Iguaçu, Paraná. Segundo a polícia, o homem cumpria pena no Patronato Penitenciário Municipal, e era responsável por fazer a limpeza dos veículos da corporação como medida de redução da pena. Ele então roubou uma das viaturas, dirigiu até bater na portaria da emissora, e antes que pudesse sair do carro, foi rendido e imobilizado por outros policiais. |
| 3     | Uma equipe da RDC TV foi agredida por apoiadores do ex-presidente Jair Bolsonaro enquanto cobria a desobstrução de uma via em frente ao Comando Militar do Sul em Porto Alegre, Rio Grande do Sul. Um deles era o vereador pelo município de Nova Santa Rita, Eliel Silva (PRTB), que deu um soco no cinegrafista Jocemar Silva. A equipe prestou queixa contra as agressões na 1.ª Delegacia de Polícia de Porto Alegre. |
| 4     | No SBT, durante o Primeiro Impacto, o apresentador Dudu Camargo comparou um caso de feminicídio mostrado pelo jornalístico ao episódio controverso em que se envolveu com a apresentadora Maísa Silva, durante a participação de ambos no Programa Silvio Santos em junho de 2017. Ao falar sobre o caso, Camargo declarou: "Imagina se eu tivesse matado a Maísa? Não matei a Maísa. A pessoa não é correspondida... Ok, vida que segue! Não precisa matar como esse aí fez". Após o ocorrido, a direção do SBT afastou Camargo da apresentação do Primeiro Impacto até 13 de fevereiro, substituindo-o interinamente por Felipe Malta. |
| 8     | As principais redes de televisão e canais de notícias do Brasil, cancelam ou alteram parte de suas programações regulares para providenciar cobertura jornalística sobre os ataques aos edifícios da Praça dos Três Poderes em Brasília, Distrito Federal. Como resultado dos atos, profissionais de diversos veículos de imprensa foram agredidos pelos vândalos, entre eles um repórter da Band que teve o celular destruído enquanto filmava os atos, e uma repórter da Jovem Pan que foi ameaçada por um homem armado enquanto cobria a manifestação. Diversas associações de imprensa repudiaram os atos de vandalismo e as agressões sofridas por todos os profissionais. |
| 9     | O empresário Tutinha renuncia ao cargo de presidente do Grupo Jovem Pan, mantenedor da TV Jovem Pan News, após acusações de que a emissora e suas coirmãs fomentaram os ataques ocorridos em Brasília no dia anterior. Em seu lugar, Roberto Araújo, CEO do grupo, assumiu a presidência. |
| 10    | A TV Jovem Pan News decide afastar os comentaristas Paulo Figueiredo, Rodrigo Constantino e Zoe Martinez, após os mesmos serem citados numa ação movida pelo Ministério Público Federal contra a emissora e suas coirmãs por disseminação de notícias falsas e incitação aos ataques ocorridos em Brasília em 8 de janeiro. Constantino e Martinez foram demitidos em 16 de janeiro. |
| 11    | No SCC SBT, emissora afiliada do SBT em Florianópolis, Santa Catarina, o comentarista do telejornal SCC Meio Dia, Cláudio Prisco Paraíso, divulgou notícias falsas a respeito do tratamento dispensado pela Polícia Federal aos manifestantes golpistas detidos após os ataques ocorridos em Brasília em 8 de janeiro, além de atacar o ministro do Supremo Tribunal Federal, Alexandre de Moraes. Com a repercussão negativa dos comentários, Prisco foi demitido pela emissora dois dias depois. |
| 15    | Durante a transmissão de um jogo válido pelo Campeonato Goiano de Futebol entre Goiás e Atlético Goianiense na TV Brasil Central, afiliada da TV Cultura em Goiânia, Goiás, o comentarista Lucas Nogueira fez piadas sobre o peso do treinador Guto Ferreira, afirmando que era impossível colocar um microfone de lapela abaixo do seu queixo, no que foi seguido de risadas e outras piadas dos seus companheiros de transmissão, Jean Lopes e Thaís Freitas. Lucas acabou afastado das transmissões no mesmo dia do episódio, pelo qual pediu desculpas em um vídeo publicado nas suas redes sociais, porém, o caso voltou a ganhar repercussão uma semana depois, em 22 de janeiro, após o treinador do Goiás se manifestar em uma entrevista de campo durante o jogo contra o Iporá , classificando o episódio como "lamentável e perigoso". Em resposta, a TV Brasil Central retratou-se publicamente convidando o treinador para participar do programa TBC Esporte, onde recebeu um pedido de desculpas da equipe. |
| 16    | Uma equipe da RecordTV Itapoan, emissora própria da RecordTV em Salvador, Bahia, foi agredida após finalizar uma entrada ao vivo para o telejornal Bahia no Ar sobre um acidente na Avenida Orlando Gomes. Dois homens, identificados como familiares de um motociclista que morreu no local, se aproximaram e desferiram socos na repórter Tarsilla Alvarindo, no cinegrafista George Brito e no auxiliar Marcos Oliveira. A equipe prestou queixa contra as agressões na 12.ª Delegacia de Itapuã. |
| 23    | Na RecordTV, enquanto se preparava para fazer uma entrada ao vivo para o Balanço Geral Manhã na região central de São Paulo, o repórter Marcos Guimarães sofreu uma tentativa de assalto por um criminoso que fugiu após tentar roubar seu celular. A ação foi captada pela câmera e recuperada em seguida pelo programa. Em depoimento, o repórter afirmou que foi a segunda vez que ele e a equipe da emissora presenciaram uma ação de bandidos. |
| 23    | O cinegrafista Emerson Guidolin, da RIC TV Curitiba, afiliada da RecordTV em Curitiba, Paraná, teve seu equipamento roubado enquanto fazia imagens para uma matéria sobre acidentes de trânsito em uma avenida do bairro Cidade Industrial. Durante o trabalho, um assaltante saiu de um carro que estava parado próximo ao cinegrafista, abriu a porta do carro de reportagem da emissora, roubou uma câmera que estava em um dos bancos, e fugiu no automóvel. Ao tentar impedir a fuga, Guidolin foi derrubado por um dos suspeitos e machucou o ombro. |
| 25    | Na TV Guará, afiliada da TV Cultura em São Luís, Maranhão, o programa Zé Cirilo na TV acabou por exibir acidentalmente um trecho de um vídeo pornográfico ao satirizar as chuvas ocorridas na capital maranhense. Em resposta ao ocorrido, a emissora suspendeu a exibição do programa, que é de produção independente, e emitiu nota pedindo desculpas aos telespectadores, afirmando "que o infeliz episódio não condiz com os valores e princípios defendidos e praticados por esse sistema de televisão". |
| 28—29 | O Multishow transmite a 22.ª edição do Festival de Verão Salvador. A TV Globo exibiu compactos dos shows do evento. |
| 28    | A Record News sofre várias tentativas de ataque hacker em seu sistema de transmissão, três meses após a invasão do tipo ransomware na emissora-irmã RecordTV. Por medidas de segurança, os seus sistemas foram desligados, de modo que toda a programação ao vivo foi substituída por programas gravados e reprises. |

### Fevereiro
| Data  | Evento |
| ----- | --- |
| 2—5   | Em virtude da morte de Glória Maria, várias emissoras prestam homenagens a jornalista em suas programações: - A TV Globo reexibe uma entrevista de Glória realizada no Lady Night, exibido originalmente no dia 13 de outubro de 2017. Em 3 de fevereiro, foram reexibidas duas edições do Globo Repórter com matérias produzidas pela jornalista em Hong Kong, dentro da Sessão da Tarde, além de uma entrevista de Glória ao Conversa com Bial, exibida originalmente em 18 de maio de 2020. Já a edição do Fantástico de 5 de fevereiro foi quase inteiramente dedicada à Glória, reunindo também os ex-apresentadores Pedro Bial, Zeca Camargo, Renata Ceribelli, Patrícia Poeta e Tadeu Schmidt para prestarem suas homenagens; - O GNT reexibe um episódio com a presença da jornalista no Papo de Segunda, exibido originalmente em março de 2021, além de sua participação no Que História É Essa, Porchat?, exibido originalmente em 8 de outubro de 2019. Em 3 de fevereiro, a emissora reexibe uma edição do Saia Justa com a presença da mesma. Em 4 de fevereiro, são reexibidas entrevistas de Glória ao Marília Gabriela Entrevista e ao Superbonita; - O Viva reexibe um episódio da releitura do TV Mulher, com a participação de Glória; - O Canal Brasil reexibe uma entrevista com Glória Maria no programa Espelho; - A GloboNews reexibe uma edição do Globo Repórter com a presença de Glória na Noruega nos dias 4 e 5 de fevereiro. O canal também exibiu um programa especial no dia 5, reunindo melhores momentos da jornalista; - A TV Cultura reexibe a entrevista de Glória Maria ao programa Roda Viva, exibido originalmente em 14 de março de 2022. |
| 5     | A TNT transmite a 65.ª edição do Grammy Award. |
| 6     | No SBT, Luciano Callegari Júnior deixa a direção do departamento de esportes e eventos da emissora. |
| 6     | Na RedeTV!, Amanda Klein reassume a bancada do RedeTV! News ao lado de Augusto Xavier, substituindo Érica Reis. A mudança foi efetivada pela emissora em comunicado emitido três dias depois. |
| 9     | A Band Rio, emissora própria da Band no Rio de Janeiro, demite o ex-futebolista Carlos Alberto, que atuava como comentarista da versão local de Os Donos da Bola e nas transmissões do Campeonato Carioca de Futebol, após um torcedor do Flamengo, Rodrigo Rodrigues Leão, registrar contra ele um boletim de ocorrência por agressão no dia anterior. |
| 10—12 | A Rede Cultura do Pará transmite os desfiles das escolas de samba de Belém. |
| 10—11 | A TV Tribuna transmite os desfiles das escolas de samba do Grupo Especial de Santos. |
| 11    | A Rede Meio Norte transmite o Corso de Teresina. |
| 11    | A Rede Gazeta e a TVE ES transmitem os desfiles das escolas de samba do Grupo Especial de Vitória. |
| 11    | A Rede Liberal e a TV Tapajós transmitem a 75.ª edição do concurso Rainha das Rainhas. |
| 12    | Uma pane elétrica na filial do Grupo Bandeirantes de Comunicação em Porto Alegre, Rio Grande do Sul tirou do ar a Band RS, emissora própria da Band, além de todos os veículos de comunicação do grupo, por volta de 10h30. Os sinais foram reestabelecidos gradativamente durante o dia. |
| 12    | A RedeTV! e a ESPN 2 transmitem o Super Bowl LVII. |
| 15    | A sede do SBT Rio, emissora própria do SBT no Rio de Janeiro, precisou ser evacuada após uma ameaça de bomba na sede da Ordem dos Advogados do Brasil, localizada em um prédio vizinho ao Centro Empresarial Charles de Gaulle, onde ficam seus estúdios. Como resultado da operação, a emissora precisou suspender a produção local após a exibição dos seus programas vespertinos, de modo que o telejornal SBT Rio 2.ª edição, exibido no horário noturno, foi cancelado. |
| 16—21 | As emissoras de TV realizam a cobertura do Carnaval de 2023, sendo que: - A TV Globo exibe o Globeleza, com os desfiles das escolas de samba de São Paulo e Rio de Janeiro, o desfile das escolas de samba de Belo Horizonte na TV Globo Minas, o carnaval de Pernambuco na TV Globo Pernambuco, e o carnaval de Salvador, por ocasião da abertura da festa, com a passagem da "Pipoca" de Ivete Sangalo. Flashs ao longo da programação e coberturas especiais são veiculadas sob o título Glô na Rua. A Rede Bahia cobre localmente o carnaval de Salvador no Bahia Folia; - O SBT exibe o SBT Folia, mostrando o carnaval de Salvador em parceria com a TV Aratu. A TV Jornal cobre localmente o carnaval de Pernambuco no programa O Melhor Carnaval (da história); - A Band exibe o Band Folia, com os desfiles das escolas de samba da Série Ouro do carnaval do Rio de Janeiro, além do carnaval de Salvador e de Pernambuco; - A TV Brasil exibe o Carnavais do Brasil, com os desfiles das escolas de samba do Grupo de Acesso I de São Paulo, além do carnaval de Salvador em parceria com a TVE Bahia e o carnaval de Pernambuco em parceria com a TV Pernambuco. |
| 19    | A TV A Crítica transmite os desfiles das escolas de samba do Grupo Especial de Manaus. |
| 19    | A NDTV transmite os desfiles das escolas de samba do Grupo Especial de Florianópolis. |
| 23    | Na Band, Lana Canepa deixa a bancada do Jornal da Band. |
| 24    | A CNN Brasil passa a transmitir sua programação via satélite em banda Ku, deixando de operar apenas na TV por assinatura. |
| 24    | Na RedeTV!, Franz Vacek deixa a direção da superintendência de jornalismo, esportes e digital da emissora. |
| 26    | Na TV Gazeta, Flávio Prado deixa a apresentação do Mesa Redonda. |

### Março
| Data  | Evento |
| ----- | --- |
| 5     | Na TV Gazeta, Osmar Garraffa assume a apresentação do Mesa Redonda, substituindo Flávio Prado. |
| 10    | O repórter Alex Silvestre, o cinegrafista Anderson Bolinha e o motorista Carlos Alberto, da TV Guararapes, afiliada da RecordTV em Recife, Pernambuco, foram agredidos por quatro homens durante uma entrada ao vivo para o Cidade Alerta Pernambuco, enquanto faziam a cobertura de um incêndio no bairro do Ipsep. Em nota, o Sindicato dos Jornalistas Profissionais de Pernambuco (Sinjope) e a Federação Nacional dos Jornalistas (Fenaj), lamentaram o ocorrido. |
| 12    | A TNT transmite a 95.ª edição do Oscar. |
| 13    | A RecordTV Itapoan, emissora própria da RecordTV em Salvador, Bahia, demitiu por justa causa o editor Jamerson Oliveira, após uma sindicância interna apurar o seu envolvimento, junto com o repórter Marcelo Castro (demitido ao voltar das férias em 31 de março) em uma fraude para desvio de dinheiro destinado a uma menina que estava em tratamento contra um câncer, em uma campanha que havia sido encabeçada pelo Balanço Geral BA em setembro de 2022. O fato foi descoberto pelo apresentador do programa, José Eduardo, que notificou a direção da emissora após denúncia de um dos doadores, o futebolista Anderson Talisca, que havia perdido 70 mil reais no golpe, de um total de mais de R$ 800 mil que foi arrecadado. O caso passou a ser investigado pela Polícia Civil do Estado da Bahia como crime cibernético. |
| 16    | A TV Globo expulsa o cantor MC Guimê e o lutador de MMA Antonio Carlos Júnior da 23.ª temporada do Big Brother Brasil, após acusações do público e dos patrocinadores da atração de que ambos teriam importunado sexualmente a influenciadora digital Dania Méndez, que havia entrado no confinamento através de um crossover com a 3.ª temporada do programa La casa de los famosos, versão do reality show produzida pela Telemundo nos Estados Unidos. Embora a participante tenha dito em conversa com a produção do programa que a seu ver os participantes não haviam cometido excessos, a direção entendeu que ambos haviam passado dos limites e optou pela desclassificação. |
| 17    | Na TV Cultura, Marília Assef assume a direção de jornalismo da emissora, substituindo Leão Serva, que se torna correspondente da emissora em Londres, Inglaterra, onde também assume a direção internacional de jornalismo. |
| 23    | A Band adquire os direitos de transmissão em TV aberta da Série B do Campeonato Brasileiro de Futebol com a CBF pelo biênio 2023-2024, substituindo a TV Globo e voltando a transmitir o torneio após 10 anos. Em 27 de março, o Grupo Globo (SporTV e Premiere) renovou os direitos de transmissão da competição na TV por assinatura e pay-per-view pelo mesmo período. |
| 24—26 | O Multishow e o Bis transmitem a 10.ª edição do Lollapalooza Brasil. A TV Globo exibiu compactos dos shows do evento. |

### Abril
| Data | Evento |
| ---- | --- |
| 2    | O Multishow exibe o festival Viva Salvador. A TV Globo exibiu compactos dos shows do evento. |
| 8    | A TV Globo Pernambuco e as afiliadas da TV Globo no Nordeste e Norte exibem o especial da Paixão de Cristo de Nova Jerusalém. |
| 11   | A Band renova os direitos de transmissão dos desfiles das escolas de samba da Série Ouro do carnaval do Rio de Janeiro para o biênio 2024-2025.                                                                                     |
| 14   | No SBT, Dudu Camargo deixa a apresentação do Primeiro Impacto, sendo substituído interinamente por Felipe Malta. |
| 17   | No SBT, Benjamin Back deixa a apresentação do Arena SBT. |
| 19   | Na CNN Brasil, Felipe Moura Brasil deixa a apresentação do CNN Arena, sendo substituído interinamente por Iuri Pitta. |
| 19   | A holding brasileira Brickto Games S/A adquire 100% das operações do Woohoo em um contrato válido até dezembro de 2023 para a produção de conteúdos geeks e voltados ao e-sports. Os investimentos foram avaliados em R$50 milhões. |
| 24   | No SBT, Téo José assume a apresentação do Arena SBT, substituindo Benjamin Back. |

### Maio
| Data    | Evento |
| ------- | --- |
| 6       | Os canais de notícias do Brasil realizam a cobertura da coroação do Rei Carlos III, ao vivo de Londres, Reino Unido. |
| 8       | A PlayTV estabelece uma parceria com o canal de streaming Yeeaah para a produção de conteúdos na programação diária. |
| 9—13    | Em virtude da morte de Rita Lee, várias emissoras prestam homenagens a cantora em suas programações: - A TV Globo exibe uma edição especial do Som Brasil, com um show da cantora transmitido originalmente no Multishow em 2016, e trechos da sua entrevista ao programa Conversa com Bial, exibida originalmente em 3 de maio de 2017. No dia 13 de maio, foi ao ar uma edição especial do Altas Horas em homenagem à Rita Lee; - O Canal Brasil exibiu os curta-metragens Os Mutantes e Dias Melhores Virão. No dia 10 de maio, foi exibida uma edição especial do programa O Som do Vinil e o filme Durval Discos. No dia 13 de maio, reexibiu a entrevista de Rita ao programa Cinejornal, transmitido originalmente em 2001; - O Multishow reexibiu o show Multishow Ao Vivo: Rita Lee, exibido originalmente em 2009, em comemoração aos 40 anos de carreira da cantora. No dia 11 de maio, foi exibida uma edição especial do TVZ em homenagem à Rita, apresentado por Pocah e Wanessa Camargo; - O GNT reexibiu uma entrevista de Rita ao programa Saia Justa e no dia 10 de maio, exibiu uma homenagem ao vivo à cantora. No mesmo dia, reexibiu o programa Gilfazenda, que também contou com a presença da artista; - O Bis exibiu uma edição especial do programa Versões, em que Julia Mestre interpreta as canções de Rita; - O Viva reexibiu no dia 13 de maio o episódio "Presepada de Natal", da série Sai de Baixo, exibido originalmente em 21 de dezembro de 1997; - A TV Cultura reexibiu no dia 13 de maio o show de Rita Lee no especial Show 450 Anos de São Paulo, exibido originalmente em 25 de janeiro de 2004; |
| 12      | Durante a gravação de uma entrevista com a repórter Lisa Gomes, do TV Fama, exibido pela RedeTV!, o cantor Bruno, da dupla sertaneja Bruno & Marrone, que fazia um show no Villa Country em São Paulo, fez uma pergunta homofóbica à repórter, que é uma mulher trans. A RedeTV! optou por não exibir a entrevista a pedido de Lisa, que declarou se sentir "um lixo, invadida e desrespeitada" com a pergunta, e que iria se reunir com seus advogados para tomar uma medida judicial contra o cantor. |
| 18      | A TV Globo foi judicialmente impedida de levar ao ar um episódio do Linha Direta que abordaria o Caso Henry Borel, ocorrido no Rio de Janeiro em março de 2021. No dia anterior, a juíza Elizabeth Machado Louro, da 2ª Vara Criminal do Tribunal de Justiça do Estado do Rio de Janeiro, acatou uma liminar impetrada pela defesa do político Dr. Jairinho, acusado pelo assassinato de Henry, sob a justificativa de que o processo "ainda pende de julgamento e a exibição em canal aberto e por emissora de grande alcance não parece servir aos propósitos informativos que possam ser alegados". Na noite do mesmo dia, o ministro do Supremo Tribunal Federal, Gilmar Mendes, derrubou a liminar que impedia a exibição do caso no programa e liberou a sua transmissão, atendendo a um recurso do canal carioca. |
| 19      | A CNN Brasil demitiu um editor de conteúdo que liberou a exibição de um vídeo de uma mulher com os seios de fora passeando com os seus cachorros na Avenida Atlântica em Balneário Camboriú, litoral de Santa Catarina, durante uma reportagem no programa CNN Novo Dia do dia 13 de maio, sem nenhum tipo de edição, indo de contra a uma política da emissora que não permite imagens de nudez e conteúdos chocantes sem um tratamento prévio antes de ir ao ar. |
| 20—11/6 | O SporTV transmite a Copa do Mundo FIFA Sub-20 de 2023. |
| 23      | Durante a exibição do programa Vida Melhor da Rede Vida, a apresentadora Cláudia Tenório foi acusada de destratar o chef de cozinha Esdras de Lúcia enquanto este explicava sobre uma sobremesa, sendo interrompido diversas vezes pela titular, chegando até a fazer um gesto de desinteresse enquanto o cozinheiro falava, deixando-o decepcionado pela atitude, causando uma repercussão negativa do público. No início do programa do dia 25 de maio, Tenório pediu desculpas ao vivo a Esdras, além de enviar um vídeo ao mesmo sendo posto ao ar durante o programa Mulheres, da TV Gazeta. |
| 26      | O Multishow exibe a 6.ª edição do prêmio Sim à Igualdade Racial. O Bis e a TV Globo exibiram um compacto da premiação em 27 e 28 de maio, respectivamente. |
| 28      | O técnico da Sociedade Esportiva Palmeiras, Abel Ferreira, tomou o celular das mãos do produtor da TV Globo Minas, Pedro Spinelli, enquanto este gravava uma discussão entre o diretor de futebol do Palmeiras, Anderson Barros, e o quatro árbitro, Ronei Cândido Alves, logo após o jogo do time paulista contra o Atlético Mineiro pela primeira divisão do Campeonato Brasileiro de Futebol. No início da coletiva de imprensa, o treinador se desculpou com o jornalista e devolveu o aparelho tomado. |
| 30      | O Grupo Globo (TV Globo, SporTV e Globoplay), junto com a Confederação Brasileira de Futebol (CBF) renovaram os direitos de transmissão referentes à cobertura dos jogos da seleção brasileira masculina de futebol profissional até o ano de 2026, o qual contemplaria as Eliminatórias da Copa do Mundo FIFA e amistosos enquanto o Brasil for o mandante da partida. No dia 28 de agosto, a Globo renovou os direitos de transmissão com todas as federações sul-americanas (até então, a exceção era Bolívia) para as transmissões de dos jogos das Eliminatórias da Copa do Mundo. No dia 11 de setembro, o grupo carioca renovou os direitos de transmissão das partidas da Bolívia como mandante, passando a cobrir todos os jogos das seleções latinas. |
| 30      | Jornalistas de diversos veículos de imprensa são agredidos por seguranças do presidente da Venezuela, Nicolás Maduro, e por agentes à serviço do Gabinete de Segurança Institucional (GSI), enquanto cobriam uma coletiva do executivo venezuelano no Palácio do Planalto, em Brasília, Distrito Federal. A repórter Delis Ortiz, da TV Globo Brasília, foi agredida com um soco no peito em meio ao tumulto ocorrido. Em nota, a TV Globo lamentou o caso e afirmou que "repudia o ato de violência contra os jornalistas, se solidariza com a repórter Delis Ortiz e aguarda as providências a serem tomadas pelo Palácio do Planalto para a punição dos responsáveis e para evitar que episódios como este se repitam". |
| 31      | Na Band, Fausto Silva deixa o comando do Faustão na Band. |

### Junho
| Data   | Evento |
| ------ | --- |
| 1      | Na TV Globo, Ricardo Waddington deixa a direção de entretenimento (Estúdios Globo) da emissora, sendo substituído por Amauri Soares, que passa a acumular o cargo com a direção-geral da emissora. |
| 1      | Na Band, Anne Lottermann e João Guilherme Silva assumem a apresentação do Faustão na Band, substituindo Fausto Silva. |
| 5      | Na Band, Adriana Araújo assume a bancada do Jornal da Band, substituindo Lana Canepa e o telejornal também ganha novo cenário, vinheta e grafismos. |
| 6      | O Grupo Bandeirantes de Comunicação (BandSports) fecha acordo com a CBF e adquire os direitos de transmissão em TV por assinatura da Série D do Campeonato Brasileiro de Futebol. Pela TV Aberta, as transmissões ficam à cargo da TV Brasil. |
| 6      | A TV Globo renova os direitos de transmissão dos desfiles das escolas de samba de São Paulo para o biênio 2024-2025. |
| 12     | Na GloboNews, Cecília Flesch deixa a apresentação do GloboNews em Ponto, sendo substituída interinamente por Bete Pacheco. |
| 17—2/7 | As emissoras de TV realizam a cobertura dos festejos da Festa Junina, sendo que: - A TV Brasil transmite o São João de Caruaru, em parceria com a TV Pernambuco no dia 17 de junho e o São João de Salvador e Amargosa, em parceria com a TVE Bahia, entre os dias 22 e 25 de junho e 30 de junho e 2 de julho, através do especial TV Brasil nos Arraiás. - A RecordTV Itapoan, RecordTV Cabrália e as afiliadas da RecordTV na região Nordeste e a TV Tribuna transmitem o São João de Caruaru no dia 23 de junho. - A TV Globo Pernambuco e as afiliadas da TV Globo na região Nordeste exibem o especial São João do Nordeste nos dias 23 e 24 de junho. As emissoras também exibem os melhores momentos do Festival de Quadrilhas Juninas nos dias 24 de junho e 1.° de julho. - A TV Jornal transmite o São João de Caruaru no dia 24 de junho. |
| 21     | Na CNN Brasil, Daniela Lima deixa a apresentação do CNN 360°, sendo substituída interinamente por Raquel Landim. |
| 29     | Na Band, o repórter Mark Figueiredo sofreu uma tentativa de assalto enquanto gravava uma matéria para o Brasil Urgente, na região central de São Paulo, sendo agredido em seguida. Apesar do susto, o jornalista não teve o celular roubado e as imagens da tentativa foram ao ar durante o policialesco. Essa foi a segunda vez que uma ação de criminosos acontece em meio a uma gravação pelo mesmo local, uma vez que em 23 de janeiro, o repórter Marcos Guimarães, da RecordTV São Paulo, também foi vítima de uma tentativa de assalto enquanto se preparava para entrar ao vivo no Balanço Geral Manhã. |
| 29     | Na TV Cultura, Antônio Zimmerle deixa o cargo de superintendente de programação, sendo substituído por Eneas Carlos Pereira. |
| 30     | No SBT, Marcão do Povo é afastado do comando do Primeiro Impacto após ser condenado pela 1ª Turma Criminal do Tribunal de Justiça do Distrito Federal a pagar R$30 mil para a cantora Ludmilla, que havia aberto um processo contra o apresentador após este lhe ofender, à chamando de "pobre macaca" durante o quadro A Hora da Venenosa, do Balanço Geral, na RecordTV Brasília, em março de 2017, de onde foi demitido após a polêmica. Marcão retornou ao comando do telejornal no dia 31 de julho. |
| 30     | Na TV Globo, Manoel Soares deixa a co-apresentação do Encontro com Patrícia Poeta. |
| 30—2/7 | A TV A Crítica transmite a 56.ª edição do Festival Folclórico de Parintins. |

### Julho
| Data    | Evento |
| ------- | --- |
| 3       | No SBT, o Primeiro Impacto ganha novo cenário, vinheta de abertura e grafismos. |
| 3       | Na Band, o Bora Brasil ganha novo cenário. |
| 3       | Na TV Globo, Patrícia Poeta deixa temporariamente a apresentação do Encontro, sendo substituída interinamente por Tati Machado e Valéria Almeida. Patrícia retornou ao comando do matinal no dia 17 de julho. |
| 3       | No GNT, Manoel Soares deixa a apresentação do Papo de Segunda. |
| 4       | A ESPN afasta o ex-futebolista Luís Fabiano, que atua como comentarista das transmissões da emissora e debatedor do Resenha, após sua ex-esposa, Juliana Paradela, registrar contra ele um boletim de ocorrência por violência doméstica. Luís retornou as suas funções em 17 de julho. |
| 5       | O apresentador Neto e o diretor do programa Os Donos da Bola, Renato Nalesso, foram vítimas de um assalto por um grupo de criminosos intitulados "Gangue da Pedrada" na rua João de Pietro, a 300m da sede do Grupo Bandeirantes, no Morumbi, na zona sul de São Paulo, enquanto deixavam os estúdios da Band após o encerramento da atração. Um dos criminosos teria quebrado a janela do carro de Neto e levado o celular do diretor, que foram atrás dos assaltantes, mas sem sucesso. O apresentador obteve ferimentos leves no braço por conta dos cacos de vidro. As imagens do assalto foram capturadas por uma câmera de segurança de um estabelecimento na via e exibidas no Brasil Urgente. O ex-jogador desabafou sobre o ocorrido em seu programa no dia seguinte e também no Melhor da Tarde. |
| 5       | Na TV Jovem Pan News, Adriana Reid deixa a apresentação do Jornal da Manhã, sendo substituída interinamente por Paula Nobre. |
| 8       | A Rede Meio Norte e a Claro TV+ transmitem a 69.ª edição do Miss Brasil. |
| 9       | Na Band, Glenda Kozlowski deixa a apresentação do Show do Esporte. |
| 10      | A TV Jovem Pan News afasta o apresentador Vitor Brown do comando dos programas Os Pingos nos Is e Fast News após acusações de conivência em debates que envolviam os apoios as manifestações golpistas após as eleições 2022 e os ataques de 8 de janeiro em Brasília durante o programa vespertino da emissora. Brown foi substituído interinamente por Daniel Caniato na atração. Em 9 de agosto, Vitor retorna à emissora, mas agora passa a apresentar o Jornal Jovem Pan, enquanto que Daniel é fixado definitivamente no programa de debates vespertino. |
| 14      | A Warner Bros. Discovery (TNT/TNT Sports e HBO Max) renova os direitos de transmissão da Liga dos Campeões com a UEFA para o quadriênio 2024-2027 pela TV por assinatura e streaming. No dia 29 de novembro, o SBT renovou o contrato da competição para a TV aberta no mesmo período. A Livemode (CazéTV) acabou adquirindo a Liga Europa e a Liga Conferência no mesmo dia e com a mesma duração do novo contrato da Champions, substituindo SBT, TV Cultura e ESPN, respectivamente. |
| 14—23   | O Canal Brasil transmite o Festival de Inverno do Rio de Janeiro. |
| 16      | Na Band, Paloma Tocci assume a apresentação do Show do Esporte, substituindo Glenda Kozlowski. |
| 17      | A TV Globo demitiu a repórter Lívia Torres após esta ser convidada pela CBF para mediar o sorteio que definiu os mandos de campo da semifinal da Copa do Brasil de Futebol, indo de contra a uma política da emissora de não permitir que seus jornalistas apresentem eventos externos remunerados. |
| 18      | Uma falha técnica afetou os transmissores da RecordTV São Paulo, deixando a emissora fora do ar por volta das 13h34 na Região Metropolitana de São Paulo e nas operadoras de televisão por assinatura e parabólicas. O sinal foi restabelecido por volta das 13h41 durante a edição paulista do Balanço Geral. |
| 18      | Na CNN Brasil, Leandro Cipoloni deixa a vice-presidência do canal, sendo substituído interinamente por Virgílio Abranches. |
| 20—20/8 | A TV Globo, SporTV, Globoplay e a CazéTV realizam a cobertura da Copa do Mundo de Futebol Feminino de 2023. |
| 28      | Na GloboNews, Bete Pacheco deixa a ancoragem do Conexão GloboNews. |
| 28      | Na GloboNews, Tiago Eltz deixa a apresentação do GloboNews Mais. |
| 28      | Na TV Gazeta, Regina Volpato deixa a apresentação do Mulheres. |
| 30      | Na TV Jovem Pan News, Thiago Asmar deixa a apresentação do Tá na Roda, sendo substituído interinamente por Evandro Cini. |
| 31      | Na GloboNews, Mônica Waldvogel e Tiago Eltz assumem a apresentação do GloboNews Em Ponto, substituindo Bete Pacheco. |
| 31      | Na GloboNews, Daniela Lima assume a ancoragem do Conexão GloboNews, substituindo Bete Pacheco. |
| 31      | Na TV Gazeta, Pamela Rodrigues e Regiane Tápias assumem a apresentação do Mulheres, substituindo Regina Volpato. |
| 31      | No SBT, Téo José deixa a apresentação do Arena SBT. |
| 31      | A sede da InterTV Serra+Mar, afiliada da TV Globo em Nova Friburgo, no Rio de Janeiro, sofreu uma ação de vandalismo através de uma pichação na fachada principal do prédio, contendo mensagens de ódio contra a emissora e a matriz carioca. O ocorrido foi capturado por câmeras de segurança, acontecendo por volta das 4h38min. Em comunicado, a InterTV disse que “repudia qualquer tipo de ataque e considera que um ataque a um veículo de comunicação é um ataque a toda imprensa e liberdade de imprensa”. |

### Agosto
| Data    | Evento |
| ------- | --- |
| 1       | A TV Brasil estreia nova identidade visual. |
| 2       | A PlayTV firma parceria com o Grupo Stenna para a produção de conteúdos, além de adquirir os direitos de transmissão de torneios voltados ao e-sports. |
| 6       | Na TV Globo, o Fantástico ganha novo cenário. |
| 6       | Na TV Jovem Pan News, Evandro Cini é afastado da apresentação do Tá na Roda, sendo substituído interinamente por Paulo Mathias. |
| 6       | Na GloboNews, Bete Pacheco assume a apresentação do Especial de Domingo. |
| 7       | A TV Globo e a Unesco promovem a 38.ª edição do Criança Esperança. |
| 7       | No SBT, Fred Ring assume a apresentação do Arena SBT, substituindo Téo José. |
| 7—11    | Em virtude da morte de Aracy Balabanian, várias emissoras prestaram homenagens a atriz em suas programações: - A TV Globo exibiu a versão cinematográfica de Sai de Baixo na Sessão da Tarde. Na madrugada, reexibiu a entrevista da atriz no Conversa com Bial, exibida originalmente em 26 de agosto de 2022; - A TV Cultura reexibiu o primeiro episódio de Vila Sésamo, exibido originalmente em 12 de outubro de 1972. Na madrugada do dia 10 de agosto, a emissora reexibe o teleteatro da atriz com a peça A Dama de Bruxelas, de 1985. No dia 11 de agosto, a emissora reexibe a entrevista com a atriz no programa Persona em Foco, exibida originalmente em julho de 2016; - O Viva reexibiu a entrevista da atriz no programa Damas da TV, exibida originalmente em 25 de dezembro de 2013. O canal reexibiu o episódio "A Ilha do Dr. Ladir", do seriado Toma Lá, Dá Cá, exibido originalmente em 18 de novembro de 2008. Entre os dias 7 e 11 de agosto, a emissora reexibiu episódios selecionados da sitcom Sai de Baixo; - O Canal Brasil reexibiu a entrevista da atriz ao programa Espelho e a adaptação cinematográfica de Sai de Baixo; - O GNT prestou as homenagens à atriz através dos programas Papo de Segunda e Saia Justa. |
| 8       | O Grupo Bandeirantes de Comunicação (Band, Rede 21 e BandSports) adquire os direitos de transmissão do Campeonato Saudita de Futebol pelo biênio 2023-2024. No streaming, as transmissões ficam por conta do canal recém-criado GOAT. |
| 15      | Em virtude da morte de Léa Garcia, várias emissoras prestaram homenagens a atriz em suas programações: - A TV Globo exibiu o especial Tributo. Na madrugada, reexibiu a entrevista da atriz no Conversa com Bial, exibida originalmente em 13 de maio de 2022; - O Viva reexibiu a entrevista da atriz na série documental As Vilãs Que Amamos, exibida originalmente em 17 de agosto de 2019; - O Canal Brasil exibiu os filmes As Filhas do Vento, Um Dia com Jerusa, O Maior Amor do Mundo e A Negação do Brasil. |
| 16      | A TV Cultura e a RedeTV! adquirem os direitos de transmissão em TV aberta da temporada 2023–24 do Campeonato Alemão de Futebol, substituindo a Band. Por problemas no fechamento de cotas de patrocínio, a RedeTV! deixa de exibir os três primeiros jogos do torneio. O Grupo Globo (SporTV) e o Nosso Futebol adquirem os direitos de transmissão pela TV por assinatura e pay-pay-view, substituindo a ESPN. No streaming, a OneFootball renovou os direitos de transmissão cobrindo todos os jogos, enquanto que a LiveMode (CazéTV) e o GOAT adquirem o torneio para a transmissão de três jogos no total por rodada. |
| 18      | A 4.ª Câmara Cível do Tribunal de Justiça da Bahia (TJ-BA) determinou a suspensão da exibição da reportagem envolvendo a miss Feira de Santana, Rebeca Sampaio, no programa Domingo Espetacular da RecordTV, contando com uma entrevista exclusiva da modelo, além de proibir que as filiais, em especial a RecordTV Itapoan, fizessem qualquer menção ao acusado Deandro Rios da Silva. De acordo com a sentença, a exibição da matéria no dominical poderia atrapalhar o andamento do processo contra o padrasto da modelo, além de ocasionar possíveis retaliações de populares. |
| 22      | A TV Jovem Pan News afasta o apresentador Tiago Pavinatto do comando do programa Linha de Frente após este descumprir uma ordem da emissora, chamando um desembargador de "vagabundo e tarado", além de atacar a direção do canal ao vivo e se recusar a fazer um pedido de desculpas depois do xingamento em rede nacional. A atitude foi vista pela alta cúpula como um "ataque de estrelismo". Horas depois do afastamento, Pavinatto foi dispensado da emissora, junto com Rodolfo Mariz, que foi apontado internamente como um dos responsáveis por provocar o desabafo de Tiago. |
| 23      | O Canal Brasil transmite a 22.ª edição do Grande Prêmio do Cinema Brasileiro. |
| 23      | O Grupo Globo (TV Globo e SporTV), Grupo Bandeirantes de Comunicação (BandSports), o Paramount+ e o GOAT adquirem os direitos de transmissão da Copa Libertadores da América de Futebol Feminino de 2023. Além da Libertadores Feminina, os serviços também adquiriram outras versões da Copa Libertadores da América (exceto o torneio principal, cujos direitos pertencem à TV Globo, ESPN e Paramount+ até 2026) pelo triênio 2023-2026. |
| 24      | Uma falha elétrica acabou interrompendo as transmissões da TV Gazeta durante o programa Mulheres em alguns minutos, com a energia retornando em sequência. Em nota, a emissora confirmou que houve um pico de energia, apontando as mudanças climáticas como o principal fator. As operações da emissora não foram totalmente afetadas já que a sede da Fundação Casper Líbero (onde fica localizada a TV Gazeta) funciona através de geradores, que são acionados em caso de apagões elétricos. |
| 25—4/9  | Após assembleia sindical, os radialistas e jornalistas da RecordTV Litoral e Vale, em Santos, São Paulo, deflagram uma greve por tempo indeterminado, para exigir um acordo coletivo de trabalho e atender algumas exigências dos funcionários. Durante o período de greve, a emissora passou a exibir provisoriamente a programação local da RecordTV São Paulo. |
| 25—10/9 | A ESPN transmite a Copa do Mundo de Basquetebol Masculino de 2023. |

### Setembro
| Data | Evento |
| ---- | --- |
| 2—10 | O Multishow e o Bis transmitem a primeira edição do The Town. A TV Globo exibiu compactos dos shows do evento. |
| 4—6  | No SBT, a equipe do The Noite com Danilo Gentili decidiu suspender as gravações e as entrevistas marcadas para estes dias em solidariedade ao músico Rinaldo Amaral (Mingau), baixista da banda Ultraje a Rigor e um dos membros do elenco do programa, que foi vítima de uma tentativa de assalto em Paraty, Rio de Janeiro, no dia 3 de setembro, levando um tiro na cabeça e sendo internado em estado grave. Durante esse período, a emissora transmitiu reprises de edições anteriores e entrevistas inéditas gravadas antes do incidente. Enquanto o músico estava internado, o canal veiculava a hashtag #ForçaMingau durante a atração. As gravações regulares foram retomadas no dia 11 de setembro, assim como a vaga do baixista foi ocupada temporariamente por Andria Busic, que já fez parte da banda nos anos 90, além de já ter substituído Mingau em 2016 pelo programa.                                                                       |
| 6    | A Nickelodeon e o Nick Jr. estreiam nova identidade visual. |
| 12   | No SBT, Fernando Pelegio deixa a direção de planejamento artístico e criação da emissora. |
| 12   | A CNN Brasil demite o ex-futebolista Kléber Gladiador, que atuava como comentarista do DominGOL com Benja, após este ser acusado de agredir uma funcionária de um posto de gasolina e mais duas pessoas na madrugada do dia 3 de setembro. Kléber já estava afastado de sua função desde o dia 20 de agosto. |
| 17   | Durante o intervalo da transmissão do jogo de ida da final da Copa do Brasil de Futebol entre o Clube de Regatas do Flamengo e o São Paulo Futebol Clube pela TV Globo, uma sequência de áudios da conversa entre o narrador Luís Roberto, os comentaristas Ricardinho e Roger Flores e o repórter Eric Faria teria vazado pelas redes sociais. Durante um bate papo informal com a equipe de transmissão enquanto entrava no ar os comerciais, Eric teria sugerido que o treinador do time carioca, Jorge Sampaoli, sofresse de algum problema cognitivo por não definir a escalação da equipe para a primeira partida decisiva da competição e em seguida o chamou de "imbecil" por não traçar nenhuma estratégia após o gol do time paulista, que venceu o jogo. Em nota, a Globo informou que já instaurou uma investigação para saber quem gravou e vazou os áudios do intervalo das transmissões e que o suspeito se trata de um funcionário da emissora. |
| 19   | A The Walt Disney Company (ESPN e Star+) renova os direitos de transmissão da Primeira Liga pela temporada 2023–24 após não transmitir os cinco primeiros jogos desse torneio. |
| 24   | Durante a cobertura do protesto de um grupo de torcedores do Clube de Regatas do Flamengo após o vice-campeonato na final da Copa do Brasil de Futebol em frente ao Aeroporto do Galeão, no Rio de Janeiro, a repórter da Band, Thatiana Tavares, e um câmera que fazia as filmagens da manifestação, foram atingidos com um pedaço de madeira arremessado por um dos participantes do movimento. Após o ocorrido, o apresentador do Apito Final, Neto, mandou encerrar o link ao vivo e em seguida, pediu para que a equipe voltasse para a emissora em segurança, além de lamentar a cena. |

### Outubro
| Data    | Evento |
| ------- | --- |
| 2       | No SBT, Fred Ring deixa a apresentação do Arena SBT. |
| 3       | A TV Cultura renova os direitos de transmissão das partidas do Novo Basquete Brasil (NBB) pelo biênio 2023-2024 em TV aberta. |
| 6—8     | As emissoras de Belém do Pará transmitem os festejos do Círio de Nazaré. A RecordTV Belém exibiu apenas boletins ao vivo. |
| 9       | No SBT, Cléber Machado assume a apresentação do Arena SBT, substituindo Fred Ring e o programa ganha novo cenário, vinheta e grafismos. |
| 11      | Durante a gravação de uma reportagem na cobertura da guerra Israel x Hamas, a residência da correspondente internacional da RecordTV em Israel, Denise Odorissi, quase foi atingida por um míssel atirado por um dos combatentes do conflito, em Tel Aviv, próximo da Faixa de Gaza. As imagens foram capturadas pela equipe da emissora e exibidas durante o Fala Brasil. Por questões de segurança, a repórter teve que mudar de residência na região. |
| 12—14   | O Multishow transmite a terceira edição do Tomorrowland Brasil. A TV Globo exibiu compactos dos shows do evento. |
| 13      | Uma equipe de reportagem da TV Antena 10, afiliada da RecordTV em Teresina, Piauí, foi alvo de um assalto enquanto se preparava para gravar uma matéria na zona sul da cidade. As imagens do atentado foram capturadas por um cinegrafista da emissora, mostrando o momento em que o repórter cinematográfico Cipriano Alves foi atingido por estilhaços de vidro do veículo após uma bala atravessar o carro do canal, além do mesmo ter levado uma coronhada, enquanto que o repórter Thonny Black se fingia de morto, tendo apenas o celular roubado pelos criminosos. Em nota, a Associação Brasileira de Rádio e Televisão (ABRATEL), o Sindicato dos Jornalistas Profissionais e a Federação Nacional dos Jornalistas lamentaram o ocorrido. Essa foi a terceira vez em que a emissora foi alvo de criminosos, uma vez que também sofreu outros atentados em 2019 e 2021. |
| 20      | Na TV Globo, a repórter Beatriz Backes é assaltada enquanto fazia uma entrada ao vivo para o Bom Dia São Paulo em frente à Estação da Luz, na região central de São Paulo. A jornalista estava cobrindo uma falha na circulação da linha 1-Azul do Metrô quando um criminoso roubou seu celular, interrompendo a transmissão. |
| 20—5/11 | A Livemode (CazéTV) transmite os Jogos Pan-Americanos de 2023. |
| 22      | No SBT, Luiz Alano deixa a apresentação do SBT Sports. |
| 25      | O Grupo Globo (TV Globo, SporTV e Globoplay) renova os direitos de transmissão do Campeonato Europeu de Futebol, adquirindo a edição de 2024. Mas, diferente das edições de 2016 e 2020, o grupo adquiriu apenas uma parte da competição. A outra metade do torneio foi adquirida pela Livemode (CazéTV) em 1.° de dezembro, com os dois veículos se revezando nas transmissões e ambos cobrindo a final. |
| 29      | No SBT, Téo José assume a apresentação do SBT Sports, substituindo Luiz Alano e o programa ganha novo cenário, vinheta e grafismos. |

### Novembro
| Data    | Evento |
| ------- | --- |
| 6       | A RecordTV estreia nova identidade visual e volta a se chamar Record. |
| 6       | Na Record, o Jornal da Record ganha novos grafismos. |
| 6       | A Record News estreia nova identidade visual. |
| 7       | A TV Globo e o Multishow transmitem a 30.ª edição do Prêmio Multishow de Música Brasileira. |
| 7       | Na Record, o Hoje em Dia ganha novo grafismo. |
| 7       | Na Record, o Balanço Geral ganha novo grafismo. |
| 7       | Na Record, o Cidade Alerta ganha novo grafismo. |
| 10—11   | O SBT promove a 26.ª edição do Teleton, em prool da AACD. |
| 10—2/12 | O SporTV e a Livemode (CazéTV) transmitem a Copa do Mundo FIFA Sub-17 de 2023. |
| 12      | Na Record, o Domingo Espetacular ganha novos grafismos. |
| 16      | O Bis e o Globoplay transmitem a 24.ª edição do Grammy Latino. O Multishow exibiu os melhores momentos no dia 20. |
| 17—26   | O SporTV transmite os Jogos Parapan-Americanos de 2023. |
| 18      | O Tribunal de Justiça de São Paulo proibiu a exibição da entrevista de Thiago Servo, atual ganhador do reality show A Grande Conquista, da Record, ao Domingo Espetacular para abordar a questão do teste de DNA sobre a paternidade de uma criança ter dado negativo. Segundo a decisão do TJ-SP, a reportagem poderia expor a criança e como o processo corre em segredo de justiça, o cantor estaria violando uma das regras ao trazer o tema em um programa jornalístico. |
| 18—19   | O Multishow transmite o festival Afropunk Bahia. A TV Globo exibiu compactos do evento. |
| 21      | A TV Allamanda, de Porto Velho, Rondônia, é adquirida pelo Grupo Norte de Comunicação, se juntando às TVs Norte do Acre, Amazonas, Roraima e Tocantins como uma rede de televisão regional, mas mantendo a afiliação com o SBT. |
| 28      | A Record afasta o diretor de RH, Márcio Santos, após uma denúncia publicada na Revista Piauí em que o funcionário é acusado de assédio sexual contra o repórter Elian Matte. Dois dias depois, a Record News demite o diretor de jornalismo Thiago Feitosa, que também foi citado na denúncia da revista, acusado de assediar a jornalista Rízia Castro, sendo condenado no processo.                                                                                         |

### Dezembro
| Data | Evento |
| ---- | --- |
| 1.º  | Na TV Globo, Ali Kamel deixa a direção-geral de jornalismo, sendo substituído por Ricardo Villela, que por sua vez, deixa a direção-executiva de jornalismo da emissora. |
| 1.º  | Na GloboNews, Miguel Athayde deixa a direção do canal. |
| 7    | A ESPN transmite a 54.ª edição do Prêmio Bola de Prata. |
| 7    | O Grupo Globo (TV Globo, SporTV e Globoplay) adquire os direitos de transmissão da Copa América de 2024, substituindo SBT e ESPN, respectivamente, e volta a transmitir o torneio após sua última cobertura, em 2019. |
| 8    | A repórter da TV Globo, Juliane Massaoka, sofreu uma tentativa de assalto enquanto estava ao vivo no Encontro com Patrícia Poeta para falar sobre os 132 anos da Avenida Paulista, em São Paulo. Tal momento aconteceu enquanto a jornalista conversava com a apresentadora titular que conseguiu manter a calma enquanto estava no ar, sem precisar ser dispensada, recebendo aplausos da platéia presente no estúdio. |
| 10   | Na TV Globo, o Esporte Espetacular ganha novo cenário, vinheta de abertura e grafismos. |
| 10   | A TV Gazeta exibe a 20.ª edição do Troféu Mesa Redonda. |
| 15   | Conclusão da segunda etapa do desligamento do sinal analógico, iniciado em março de 2016, em 3.187 municípios que já fizeram a digitalização total dos canais de televisão, afetando todos os 26 estados brasileiros. |
| 15   | A TV Bandeirantes Rio Grande do Sul, emissora própria da Band, demite o comentarista esportivo da versão gaúcha de Os Donos da Bola, Farid Germano Filho, após este ser acusado de racismo por imitar um macaco, usando como referência o ex-goleiro Muteba Kidiaba, do time congolês Tout Puissant Mazembe no programa do dia anterior (14), em que fazia referência ao "Mazembe Day", que é usado de maneira pejorativa pela torcida do Grêmio para provocar o rival Internacional após a derrota deste para o time africano na semifinal da Copa do Mundo de Clubes da FIFA de 2010. A íntegra do programa que continha o trecho polêmico foi deletado do YouTube pela produção da Bandeirantes. |
| 17   | A TV Globo exibe no Domingão com Huck a 27.ª edição do Melhores do Ano. |
| 22   | Na Record, César Filho deixa a apresentação do Hoje em Dia. |
| 26   | Na Record, Celso Zucatelli volta a apresentação do Hoje em Dia, substituindo César Filho. |
| 27   | Na CNN Brasil, Luciana Barreto deixa a apresentação do CNN Brasil Meio-Dia. |
| 28   | No SBT, Carlos Alberto de Nóbrega é afastado da apresentação do especial de Ano Novo de A Praça é Nossa devido a recuperação de um procedimento cirúrgico para retirada de um coágulo do cérebro, feito dias antes da gravação do programa. Foi a primeira vez desde a estreia do humorístico, em 1987, que o apresentador se ausentou. Carlos Alberto retornou ao programa em 22 de fevereiro de 2024. |
| 29   | Na TV Globo São Paulo, emissora própria da TV Globo, o plantonista do SP2, José Roberto Burnier, sofreu um infarto logo após encerrar o telejornal, sendo levado às pressas para o Hospital Sírio Libanês. Apesar do susto, José passou por um processo de angioplastia para obstruir as artérias, através de um cateterismo, sendo hospitalizado logo depois e sem risco de morte, se recuperando em seguida. O jornalista foi substituído por Bruno Tavares na edição seguinte. |
| 31   | A TV Gazeta e a TV Globo transmitem a 98.ª edição da Corrida Internacional de São Silvestre. |
| 31   | As principais emissoras de TV do Brasil transmitem o sorteio da Mega da Virada. |
| 31   | As emissoras de TV realizam a cobertura dos festejos do Ano Novo, sendo que: - A TV Globo exibe o Show da Virada, com a cobertura do réveillon de Copacabana, além de flashes ao vivo da queima de fogos em São Paulo, Belo Horizonte e Brasília. Algumas afiliadas e filiais pelo Brasil transmitem flashes cobrindo as festas em suas respectivas localidades. A Rede Bahia transmite o Festival Virada Salvador. A TV Globo Pernambuco transmite o show de Alceu Valença pelo réveillon de Recife; - A Band e o BandNews TV exibem o Virada na Band, com a cobertura do Festival Virada Salvador e do réveillon de Recife; - A Record Litoral e Vale transmite o réveillon de Santos; - A TV Jornal transmite o réveillon de Jaboatão dos Guararapes; - A NDTV e a Record News transmitem o réveillon de Florianópolis; - A GloboNews transmite o réveillon de Copacabana. |

## Programas

### Janeiro
- 1.º de janeiro
  - A TV Globo exibe na Temperatura Máxima o filme Pelé: O Nascimento de uma Lenda, em homenagem ao futebolista Pelé que faleceu três dias antes.[208]
  - A TV Globo exibe no Domingo Maior o filme Pelé Eterno, em homenagem ao futebolista Pelé que faleceu três dias antes.[208]
- 2 de janeiro
  - Estreia Histórias Quase Verdadeiras na TV Globo.[209]
  - Reestreia A Lei e o Crime na RecordTV.[210]
  - A Band exibe o filme 10x10 – Pelé Jogai por Nós, em homenagem ao futebolista Pelé que faleceu quatro dias antes.[211]
  - Estreia 8 Presidentes, 1 Juramento na TV Globo.[212]
  - Estreia Tapas & Beijos no Viva.[213]
- 3 de janeiro — Termina a 3.ª temporada de Malhação no Viva.[214]
- 4 de janeiro — Estreia da 4.ª temporada de Malhação no Viva.[214]
- 6 de janeiro
  - Termina Histórias Quase Verdadeiras na TV Globo.[209]
  - Estreia Papo com Sabor na Band.[215]
  - Termina 8 Presidentes, 1 Juramento na TV Globo.[212]
- 7 de janeiro
  - Estreia Caso Especial no Viva.
  - Estreia Jack Ryan no SBT.[216]
- 8 de janeiro — Estreia Pluft, o Fantasminha na TV Globo.[217]
- 10 de janeiro — Termina a 6.ª temporada de Chicago Med: Atendimento de Emergência na RecordTV.
- 11 de janeiro
  - Termina a 1.ª temporada de This Is Us: Histórias de Família na TV Globo.[218]
  - Reestreia da 9.ª temporada de Chicago Fire: Heróis contra o Fogo na RecordTV.
- 13 de janeiro — Termina Cara e Coragem na TV Globo.[219]
- 15 de janeiro — Termina Quem Não Viu, Vai Ver no SBT.[220]
- 16 de janeiro
  - Estreia Vai na Fé na TV Globo.[219]
  - Estreia da 23.ª temporada do Big Brother Brasil na TV Globo.[221]
  - Estreia Marighella na TV Globo.[222]
  - Estreia SBT News na TV no SBT.[220]
- 18 de janeiro — A TV Globo exibe o Som Brasil Apresenta: Milton Nascimento.[223]
- 19 de janeiro — Termina Marighella na TV Globo.[222]
- 21 de janeiro — Estreia Mapa das Estrelas no Lifetime.[224]
- 22 de janeiro
  - Termina Pluft, o Fantasminha na TV Globo.[217]
  - Estreia da 3.ª temporada de The Masked Singer Brasil na TV Globo.[225]
  - Termina a 9.ª temporada de Chicago Fire: Heróis contra o Fogo na RecordTV.
- 23 de janeiro — Reestreia da 8.ª temporada de Chicago P.D.: Distrito 21 na RecordTV.
- 26 de janeiro — Estreia da 7.ª temporada de Lady Night na TV Globo.[226]
- 27 de janeiro — Termina Amor sem Igual na RecordTV.[227]
- 28 de janeiro — Termina Caso Especial no Viva.
- 29 de janeiro — Estreia Minha Mãe Cozinha Melhor que a Sua na TV Globo.[228]
- 30 de janeiro
  - Estreia Três Vezes Ana no SBT.[229]
  - Reestreia Vidas em Jogo na RecordTV.[227]
  - Termina A Lei e o Crime na RecordTV.[227]
- 31 de janeiro — Estreia Onde Está Meu Coração na TV Globo.[230]

### Fevereiro
- 1.º de fevereiro — Estreia da 2.ª temporada de Quilos Mortais na RecordTV.[227]
- 2 de fevereiro
  - Estreia da temporada 2023 do Repórter Record Investigação na RecordTV.[227]
  - Reestreia É Notícia na RedeTV!.[231]
- 4 de fevereiro — A RecordTV exibe o especial Luan City Portugal.[227]
- 5 de fevereiro — Estreia Maguila, Um Lutador na TV Cultura.[232]
- 6 de fevereiro
  - Estreia da 4.ª temporada de Aeroporto: Área Restrita na RecordTV.[227]
  - Termina a 8.ª temporada de Chicago P.D.: Distrito 21 na RecordTV.
- 9 de fevereiro — Estreia da 9.ª temporada de Chicago P.D.: Distrito 21 na RecordTV.
- 10 de fevereiro
  - Termina a 1.ª temporada de La Brea: A Terra Perdida na Sessão Globoplay na TV Globo.[233]
  - Termina Crimes de Paixão no SBT.[234]
- 11 de fevereiro — Estreia A Mulher do Prefeito no Viva.[235]
- 12 de fevereiro — Termina Maguila, Um Lutador na TV Cultura.[232]
- 15 de fevereiro — Termina Vencer o Desamor no SBT.[236]
- 18 de fevereiro — Termina A Terra Prometida na TV Brasil.
- 24 de fevereiro — Estreia da temporada 2023 do Globo Repórter na TV Globo.[237]
- 25 de fevereiro
  - A TV Cultura exibe o especial Castelo Rá-Tim-Bum: Reencontro.[238]
  - Termina Jack Ryan no SBT.

### Março
- 2 de março — Estreia Os Caminhos do Dinheiro no Canal Futura.[239]
- 3 de março — Termina Os Dez Mandamentos na Rede Família.[240]
- 4 de março
  - Reestreia Cinema em Casa no SBT.[241]
  - Estreia Xou da Xuxa no Viva.[242]
  - Estreia da 14.ª temporada de Esquadrão da Moda no SBT.[243]
  - Termina a 9.ª temporada de Chicago P.D.: Distrito 21 na RecordTV.
  - Estreia da 7.ª temporada de Chicago Med: Atendimento de Emergência na RecordTV.
- 5 de março — Estreia Três Teresas na TV Cultura.[244]
- 6 de março
  - Reestreia A Escrava Isaura na Rede Família.[240]
  - Estreia A Terra Prometida na Rede Família.[240]
  - Estreia Passaporte Feminino no Lifetime.[245]
  - A TV Globo exibe o especial Falas Femininas.[246]
- 7 de março — Estreia da 7.ª temporada de Conversa com Bial na TV Globo.[247]
- 11 de março
  - Estreia da 3.ª temporada de Bake Off Celebridades no SBT.[248]
  - Termina Caminho das Índias no Viva.[249]
- 12 de março — Termina Orquestra André Rieu no SBT.[250]
- 13 de março
  - Termina a 4.ª temporada de Aeroporto: Área Restrita na RecordTV.
  - Estreia Senhora do Destino no Viva.[249]
  - Estreia da 10.ª temporada do The Noite com Danilo Gentili no SBT.[251]
- 14 de março — Estreia da 5.ª temporada de Que História É Essa, Porchat? no GNT.[252]
- 17 de março
  - Termina Casos de Família no SBT.[253]
  - Termina Mar do Sertão na TV Globo.[254]
- 19 de março — Estreia Brooklyn Nine-Nine: Lei e Desordem no SBT.[250]
- 20 de março
  - Estreia Amor Perfeito na TV Globo.[254]
  - Termina Galera Esporte Clube na RedeTV!.[255]
  - Estreia Patrulha das Fronteiras na RecordTV.[256]
- 27 de março
  - Estreia A Sucessora no Viva.[257]
  - Estreia Na Grelha com Netão na RedeTV!.[258]
  - Termina a 7.ª temporada de Chicago Med: Atendimento de Emergência na RecordTV.
- 30 de março — Estreia da 10.ª temporada de Chicago Fire: Heróis contra o Fogo na RecordTV.
- 31 de março — Termina CNN Money na CNN Brasil.[259]

### Abril
- 2 de abril — Termina Minha Mãe Cozinha Melhor que a Sua na TV Globo.[260]
- 3 de abril
  - Termina Passaporte Feminino no Lifetime.[245]
  - Reestreia Cartão Verde na TV Cultura.[261]
- 4 de abril — Termina Onde Está Meu Coração na TV Globo.[230]
- 9 de abril
  - Estreia da 8.ª temporada do The Voice Kids na TV Globo.[262]
  - Termina a 3.ª temporada de The Masked Singer Brasil na TV Globo.[225]
  - Estreia da 5.ª temporada do Canta Comigo na RecordTV.[263]
- 11 de abril — Estreia da temporada 2023 do Profissão Repórter na TV Globo.[264]
- 12 de abril — Termina Visão CNN na CNN Brasil.[265]
- 13 de abril
  - Reestreia O Grande Debate na CNN Brasil.[266]
  - Estreia Quanto Vale Esse Doce? no GNT.[267]
- 14 de abril — Termina Vidas em Jogo na RecordTV.[268]
- 16 de abril — A RecordTV exibe o especial Davi: O Maior Rei de Israel.[269]
- 17 de abril
  - Termina Alerta Nacional na RedeTV!.[270]
  - Estreia da 6.ª temporada de Reis na RecordTV.[271]
  - A TV Globo exibe o especial Falas da Terra.[272]
- 18 de abril — Estreia A Hora do Zap na RedeTV!.[270]
- 22 de abril
  - Termina a 10.ª temporada de Chicago Fire: Heróis contra o Fogo na RecordTV.
  - Reestreia da 9.ª temporada de Chicago P.D.: Distrito 21 na RecordTV.
- 24 de abril — Reestreia Sortilégio no SBT.[273]
- 25 de abril — Termina a 23.ª temporada do Big Brother Brasil na TV Globo.[274]
- 26 de abril
  - Estreia da 2.ª temporada de Túnel do Amor no Multishow.[275]
  - A TV Globo exibe o especial LED - Luz na Educação.[276]
  - Estreia da 5.ª temporada de Que História É Essa, Porchat? na TV Globo.[277]
- 27 de abril
  - Estreia da 3.ª temporada de Cine Holliúdy na TV Globo.[278]
  - Termina a 7.ª temporada de Lady Night na TV Globo.[226]
- 28 de abril
  - Termina Papo com Sabor na Band.
  - Estreia da 7.ª temporada de Greg News na HBO Brasil.[279]
  - Estreia da 2.ª temporada de The Equalizer: A Protetora na Sessão Globoplay na TV Globo.[280]
- 30 de abril — Estreia da 10.ª temporada de Vai que Cola na TV Globo.[281]

### Maio
- 1.º de maio — Termina Patrulha das Fronteiras na RecordTV.
- 2 de maio
  - Estreia Jornal Gente no BandNews TV.[282]
  - Estreia O É da Coisa no BandNews TV.[282]
  - Estreia da 2.ª temporada de Auto Posto no Comedy Central.[283]
  - Estreia da 2.ª temporada de Avisa Lá que Eu Vou no GNT.[284]
  - Estreia Encantado's na TV Globo.[285]
  - Estreia da 10.ª temporada de MasterChef na Band.[286]
  - A TV Globo exibe o especial Mães do Brasil.[281]
- 3 de maio
  - Estreia Alma de Cozinheira no GNT.[287]
  - Termina a 2.ª temporada de Quilos Mortais na RecordTV.
- 4 de maio
  - O Multishow exibe o especial Barítono: Lulu Santos 70 Anos.[288]
  - Termina a temporada 2023 do Repórter Record Investigação na RecordTV.
  - Estreia da temporada 2023 de Linha Direta na TV Globo.[278]
- 5 de maio
  - Termina Travessia na TV Globo.[289]
  - Estreia Febre do Ouro na Band.
  - A TV Cultura exibe o especial Rei Charles III: A Coroação.[290]
- 6 de maio
  - Termina a 3.ª temporada de Bake Off Celebridades no SBT.
  - A TV Globo exibe o especial Barítono: Lulu Santos 70 Anos.
- 8 de maio
  - Termina A Dona no SBT.[291]
  - Estreia A Infância de Romeu e Julieta no SBT.[292]
  - Estreia Terra e Paixão na TV Globo.[289]
  - Estreia da 2.ª temporada de Caminhos com Abilio Diniz na CNN Brasil.[293]
  - Estreia da 1.ª temporada de A Grande Conquista na RecordTV.[294]
- 9 de maio
  - Termina Foi Mau na RedeTV!.[295]
  - Estreia da 2.ª temporada de Aruanas na TV Globo.[281]
  - A TV Globo exibe o Som Brasil Especial: Rita Lee, em homenagem a cantora que faleceu no dia anterior.[69]
- 12 de maio — Termina A Hora do Zap na RedeTV!.[296]
- 15 de maio — Estreia Hora de Ação na RedeTV!.[296]
- 18 de maio — Estreia De Férias com o Ex: Caribe - A Ressaca na MTV.[297]
- 21 de maio — Termina Encrenca na RedeTV!.[298]
- 22 de maio
  - Estreia Boletim Coppolla na CNN Brasil.[299]
  - Estreia CNN Manhã na CNN Brasil.[300]
- 23 de maio
  - Estreia Opinião do Villa na CNN Brasil.[299]
- 24 de maio  — Termina Poliana Moça no SBT.[301]
- 28 de maio — Reestreia A Hora do Zap na RedeTV!.[298]
- 29 de maio
  - Reestreia Mulheres Apaixonadas no Vale a Pena Ver de Novo na TV Globo.[302]
  - Estreia da 2.ª temporada de Família Paraíso no Multishow.[303]
- 31 de maio — Termina a 4.ª temporada de Malhação no Viva.[304]

### Junho
- 1.º de junho — Estreia da 6.ª temporada de Mapa do Pop na TNT.[305]
- 2 de junho — Termina O Rei do Gado no Vale a Pena Ver de Novo na TV Globo.[302]
- 4 de junho
  - O SBT exibe o Programa Silvio Santos Especial 60 Anos.[306]
  - Estreia CNN Freedom Project na CNN Brasil.[307]
  - Estreia CNN Esportes S/A na CNN Brasil.[308]
- 10 de junho — Termina Coração de Estudante no Viva.[249]
- 12 de junho
  - Reestreia Rebelde no SBT.[309]
  - Estreia Corpo Dourado no Viva.[249]
- 14 de junho — A TV Globo exibe o Som Brasil Apresenta: Alexandre Pires.[310]
- 17 de junho — Termina Bambolê no Viva.[311]
- 19 de junho
  - Reestréia Alma Selvagem na Band.[312]
  - Estreia O Sexo dos Anjos no Viva.[311]
- 23 de junho — Estreia Drag Race México na MTV.[313]
- 24 de junho — Termina Xou da Xuxa no Viva.[314]
- 25 de junho — Termina a 5.ª temporada de Canta Comigo na RecordTV.[315]
- 26 de junho
  - Estreia Um Refúgio Para o Amor no SBT.[316]
  - Reestreia Mulheres de Areia na TV Globo.[302]
  - A TV Globo exibe o especial Falas de Orgulho.[317]
  - Estreia Amor sem Fim na TNT Novelas.
  - Estreia Meu Lar, Meu Destino na TNT Novelas.
  - Estreia Iludida na TNT Novelas.
  - Estreia Um Milagre na TNT Novelas.
  - Estreia Será Isso Amor na TNT Novelas.
- 30 de junho
  - Termina Chocolate com Pimenta na TV Globo.[317]
  - Termina Revista da Cidade na TV Gazeta.[127]

### Julho
- 1.º de julho — Reestreia Dercy de Verdade no Viva.[314]
- 2 de julho — Estreia da 4.ª temporada de Canta Comigo Teen na RecordTV.[315]
- 3 de julho — Reestreia Bom Dia & Companhia no SBT.[318]
- 4 de julho — Termina Três Vezes Ana no SBT.[319]
- 5 de julho — Reestreia Teste de Fidelidade na RedeTV!.[320]
- 6 de julho — Termina a temporada 2023 de Linha Direta na TV Globo.[278]
- 8 de julho — A RecordTV exibe o especial Nações em Conflito: Israel e os Povos Vizinhos no Tempo de Reis.[321]
- 9 de julho
  - Termina a 8.ª temporada do The Voice Kids na TV Globo.[262]
  - Termina Terceiro Tempo na Band.[322]
  - Estreia DominGOL com Benja na CNN Brasil.[323]
- 11 de julho
  - Termina a 1.ª temporada de Encantado's na TV Globo.[324]
  - Termina a 2.ª temporada de Aruanas na TV Globo.[324]
- 13 de julho
  - Termina a 3.ª temporada de Cine Holliúdy na TV Globo.[278]
  - Estreia da 5.ª temporada de The Good Doctor na TV Globo.[325]
  - Estreia Turma da Mônica - A Série no Gloob.[326]
- 14 de julho — Termina a 7.ª temporada de Reis na RecordTV.[327]
- 15 de julho
  - Termina Força de um Desejo no Viva.[328]
  - Estreia da 3.ª temporada de Cultura & Design na TV Cultura.[329]
- 16 de julho
  - Estreia da 2.ª temporada de Família Paraíso na TV Globo.[330]
  - Reestreia Apito Final na Band.[322]
- 17 de julho
  - Estreia Escrito nas Estrelas no Viva.[328]
  - Estreia da 8.ª temporada de Reis na RecordTV.
  - A TV Globo reexibe no Conversa com Bial uma entrevista de João Donato, exibida originalmente em novembro de 2018, em homenagem ao músico que faleceu no mesmo dia.[331]
- 18 de julho — Estreia da 7.ª temporada de No Limite na TV Globo.[332]
- 19 de julho — A TV Globo exibe o Som Brasil Apresenta: Titãs.[333]
- 20 de julho — Termina a 1.ª temporada de A Grande Conquista na RecordTV.[334]
- 21 de julho
  - Estreia da 3.ª temporada de Quilos Mortais na RecordTV.[335]
  - A TV Globo exibe o Especial Tony Bennett & Lady Gaga, em homenagem ao cantor norte-americano que faleceu no mesmo dia.[336]
- 22 de julho — Termina Dercy de Verdade no Viva.[337]
- 24 de julho
  - Estreia da 3.ª temporada de Troca de Esposas na RecordTV.[315]
  - Estreia da 4.ª temporada de Se Sobreviver, Case! no Multishow.[338]
  - A TV Globo reexibe no Conversa com Bial duas entrevistas das cantoras Leny Andrade e Doris Monteiro, exibidas respectivamente em novembro de 2018 e setembro de 2021, em homenagem as cantoras que faleceram no mesmo dia.[339]
- 26 de julho — Estreia da 4.ª temporada de Top Chef Brasil na RecordTV.[340]
- 28 de julho — Termina Bom Dia & Companhia no SBT.[101]
- 29 de julho
  - O Viva exibe o especial Fernanda e Nathalia: Amigas de Uma Vida.[337]
  - Termina Programa Amaury Jr. na RedeTV!.[341]
- 31 de julho — Reestreia Meu Pecado no SBT.[342]

### Agosto
- 4 de agosto — Estreia da 16.ª temporada de Tempero de Família no GNT.[343]
- 5 de agosto — Termina a 2.ª temporada de O Céu é o Limite na RedeTV!.
- 7 de agosto
  - Estreia Os Normais no GNT.[344]
  - Estreia Sob Nova Direção no GNT.[344]
- 8 de agosto — Estreia Cine HaHaHa no Multishow.[345]
- 10 de agosto – Estreia Histórias Animais no Animal Planet.[346]
- 11 de agosto
  - Termina Vai na Fé na TV Globo.[347]
  - Termina Doki na RedeTV!.
- 12 de agosto
  - Estreia da 9.ª temporada de Bake Off Brasil: Mão na Massa no SBT.[348]
  - Mega Senha passa a se chamar Mega Senha Power na RedeTV!.[349]
  - Estreia A Cara do Pai no Viva.[350]
- 13 de agosto — Estreia Miconta na CNN Brasil.[351]
- 14 de agosto
  - Estreia Fuzuê na TV Globo.[352]
  - Estreia Solução MTV na MTV.[346]
  - Termina Sortilégio no SBT.[353]
- 15 de agosto
  - Estreia Sobrevivendo às Tentações no Discovery Channel.[354]
  - A TV Globo exibe o especial Tributo - Lea Gárcia em homenagem a atriz que faleceu no mesmo dia.[138]
- 16 de agosto — Termina a 5.ª temporada de Que História É Essa, Porchat? na TV Globo.[277]
- 17 de agosto
  - Termina a 7.ª temporada de No Limite na TV Globo.[332]
  - Estreia da 1.ª temporada de Sobre Nós Dois no GNT.[355]
- 18 de agosto
  - Termina a 2.ª temporada de The Equalizer: A Protetora na Sessão Globoplay na TV Globo.[280]
  - Termina Faustão na Band na Band.[144]
  - Estreia Que Bela Pizza! no GNT.[356]
  - Termina a 4.ª temporada de Se Sobreviver, Case! no Multishow.
- 19 de agosto — Termina A Sucessora no Viva.[357]
- 20 de agosto — Termina Selfie com Carla Prata na RedeTV!.
- 21 de agosto
  - Estreia da 1.ª temporada de Rensga Hits! na TV Globo.[358]
  - Estreia Melhor da Noite na Band.[144]
  - Estreia Perrengue do Dia na Band.[144]
  - Reestreia História de Amor no Viva.[357]
  - Estreia Humor Negro - A Série no Multishow.[359]
  - Estreia Bar do Gogó no Multishow.[360]
- 22 de agosto — Estreia da 2.ª temporada de Segunda Chamada na TV Globo.[361]
- 25 de agosto — Estreia Vizinhos no Canal Brasil.
- 26 de agosto
  - Estreia Olhos da Lei no Discovery Channel.[362]
  - O Multishow e a TV Globo exibem o especial O Show do Século com Alok.[363]
- 27 de agosto — Termina Show Business na Band.[364]
- 28 de agosto
  - Estreia Dois em Cena: Encontro de Gerações no Viva.[365]
  - Estreia Bastidores CNN na CNN Brasil.[366]
- 30 de agosto — Estreia Drag Race Brasil na MTV.[367]
- 31 de agosto — Termina a 2.ª temporada de Segunda Chamada na TV Globo.[361]

### Setembro
- 1 de setembro
  - Termina a 1.ª  temporada de Rensga Hits! na TV Globo.[358]
  - Termina Valor da Vida na Band.[341]
- 3 de setembro — Estreia da 2.ª temporada de Largados e Pelados Brasil no Discovery Channel.[368]
- 4 de setembro
  - Estreia Todas as Flores na TV Globo.[369]
  - Estreia Outlander na Band.[341]
  - Estreia Descendentes do Sol na RedeTV!.[370]
- 6 de setembro — A TV Globo exibe o Som Brasil Apresenta: Sandy - 40 Anos.[371]
- 10 de setembro — Termina a 2.ª temporada de Família Paraíso na TV Globo.[372]
- 11 de setembro — Termina Jesus na RecordTV.[373]
- 12 de setembro
  - Reestreia Quando Chama o Coração na RecordTV.[373]
  - Termina a 10.ª temporada de MasterChef Brasil na Band.[374]
  - Termina a 3.ª temporada de Troca de Esposas na RecordTV.[375]
- 14 de setembro — Termina a 4.ª temporada de Top Chef Brasil na RecordTV.[376]
- 17 de setembro
  - Estreia da 2.ª temporada de Pipoca da Ivete na TV Globo.[372]
  - Termina a 4.ª temporada de Canta Comigo Teen na RecordTV.[377]
- 18 de setembro
  - Estreia da 4.ª temporada de Beija Sapo na MTV.[378]
  - Estreia da 11.ª temporada de Vai que Cola no Multishow.[379]
  - Estreia Tem que Suar no Multishow.[380]
- 19 de setembro
  - Estreia da 15.ª temporada de A Fazenda na RecordTV.[376]
  - Estreia da 5.ª temporada de MasterChef Profissionais na Band.[374]
- 22 de setembro — Termina Amor Perfeito na TV Globo.[254]
- 25 de setembro
  - Estreia Elas por Elas na TV Globo.[381]
  - Estreia Brasil Meio Dia na CNN Brasil.[382]
  - Estreia Socorro, Cicarelli na MTV.[383]
  - Estreia Os Dez Mandamentos na TNT Novelas.[384]
- 26 de setembro — Estreia da 6.ª temporada de The Taste Brasil no GNT.[385]
- 29 de setembro — Termina a 8.ª temporada de Reis na RecordTV.[386]
- 30 de setembro
  - A RecordTV exibe o especial Salomão - O Rei Sábio.[387]
  - Estreia CNN Newsroom na CNN Brasil.[388]
  - Termina Warner Play na Band.[389]
  - Termina Popverso CNN na CNN Brasil.[390]

### Outubro
- 1.º de outubro — Estreia da 3.ª temporada de Unidade Básica na Universal TV.[391]
- 2 de outubro
  - Reestreia A Terra Prometida na RecordTV.[240]
  - Termina Os Dez Mandamentos na RecordTV.[392]
  - Estreia da 9.ª temporada de Reis na RecordTV.[386]
  - Estreia da 1.ª temporada de Panelaço Ao Vivo no GNT.[393]
  - A TV Globo exibe o especial Falas da Vida.[394]
- 3 de outubro — Estreia da 8. temporada de Shark Tank Brasil no Sony Channel.[144]
- 6 de outubro
  - Termina Descendentes do Sol na RedeTV!.[395]
  - Termina a 16.ª temporada de Tempero de Família no GNT.[343]
- 7 de outubro — Reestreia Leandro & Leonardo no Viva.[396]
- 9 de outubro
  - Estreia A Lenda: Um Luxo de Sonhar na RedeTV!.[395]
  - Estreia da 5.ª temporada de Big Brother Brasil no Viva.[397]
  - Estreia Morgana & Celeste na TV Cultura.[398]
- 10 de outubro
  - Estreia Ultra Show Sidney Oliveira na RedeTV!.[399]
  - Estreia Shaking The Bar na Sony Channel.[400]
- 11 de outubro
  - Estreia Topa um Acordo no SBT.[401]
  - A TV Globo exibe o Som Brasil Apresenta: Alcione.[402]
  - Estreia Diretores de Arte no Curta!.[403]
- 12 de outubro
  - O SBT exibe o especial Feriadão SBT.[404]
  - Estreia Cirurgiões: No Limite da Vida no Discovery Channel.[405]
- 13 de outubro
  - Termina Rebelde no SBT.[406]
  - Estreia João Sem Deus - A Queda de Abadiânia no Canal Brasil.[407]
  - Estreia Assim Como a Gente no GNT.[408]
- 16 de outubro
  - Reestreia A Gata no SBT.[406]
  - Estreia Portugal Show no Multishow.[409]
- 19 de outubro — Estreia da 2. temporada de De Férias com o Ex: Caribe: Salseiro Vip na MTV.[410]
- 21 de outubro
  - Estreia Barbie: Você Pode Ser Tudo o Que Quiser Ser no SBT.[411]
  - Estreia Programa do João na Band.[412]
- 24 de outubro  — Estreia Descosturando com Herchcovitch no E! Entertainment.[413]
- 27 de outubro
  - Termina a 1.ª temporada de Panelaço Ao Vivo no GNT.[393]
  - Estreia Amaury Jr. na TV Cultura.[414]
  - Estreia Brasil, Mostra a Tua Cara! na TV Cultura.[415]
- 28 de outubro — Estreia Bela Raízes na TV Brasil.[416]

### Novembro
- 4 de novembro — Termina Barbie: Você Pode Ser Tudo o Que Quiser no SBT.
- 5 de novembro — Estreia É Negócio na CNN Brasil.[417]
- 6 de novembro — Estreia Pecados Revelados no GNT.[418]
- 8 de novembro — Reestreia Abismo de Paixão no SBT.[419]
- 10 de novembro — Estreia Gêmeas Trans - Uma Nova Vida no TLC.[420]
- 11 de novembro — O Viva reexibe a entrevista de Hebe Camargo, Lolita Rodrigues e Nair Bello ao Programa do Jô, exibida originalmente em 7 de abril de 2000, em homenagem à Lolita Rodrigues que faleceu seis dias antes.[421]
- 13 de novembro
  - Reestreia Sem Censura na TV Brasil.[422]
  - Estreia Let Love no Multishow.[423]
  - Estreia No Corre no Multishow.[424]
- 14 de novembro — Termina a 5.ª temporada de MasterChef Profissionais na Band.[425]
- 15 de novembro — A TV Globo exibe o Som Brasil Apresenta: Chitãozinho & Xororó e Milton Nascimento.[426]
- 17 de novembro — Termina a 9.ª temporada de Reis na Record.[427]
- 18 de novembro — Estreia Dr. Hair na RedeTV!.
- 20 de novembro
  - Reestreia Jezabel na Record.[427]
  - Termina Todas as Flores na TV Globo.[428]
  - A TV Globo exibe o especial Falas Negras.[429]
  - Estreia Maria Madalena na TV Brasil.[430]
- 21 de novembro
  - Estreia da 2.ª temporada de MasterChef + na Band.[431]
  - Termina Meu Pecado no SBT.[432]
- 22 de novembro — Estreia Mães do Funk na MTV.[433]
- 23 de novembro
  - A TV Globo exibe o especial Vem Que Tem.[434]
  - Termina a 5ª temporada de The Good Doctor na TV Globo.
- 24 de novembro
  - Estreia Prato Feito Brasil na TV Globo.[435]
  - Termina A Lenda: Um Luxo de Sonhar na RedeTV!.[436]
- 25 de novembro — Termina Senhora do Destino no Viva.[437]
- 26 de novembro
  - Estreia Angélica: 50 e Tanto no GNT.[438]
  - Estreia da 3ª temporada de Universo Karnal na CNN Brasil.[439]
- 27 de novembro
  - Reestreia Paraíso Tropical no Vale a Pena Ver de Novo na TV Globo.[440][441]
  - Estreia W-Dois Mundos na RedeTV!.[436]
  - Estreia América no Viva.[437]
- 28 de novembro — Estreia da 12.ª temporada de The Voice Brasil na TV Globo.[442]
- 29 de novembro — Termina Topa um Acordo no SBT.[443]
- 30 de novembro
  - Estreia da 2.ª temporada de This Is Us: Histórias de Família na TV Globo.
  - Termina Amor Sem Fim na TNT Novelas.[428]

### Dezembro
- 1.º de dezembro
  - Termina Mulheres Apaixonadas no Vale a Pena Ver de Novo na TV Globo.[441]
  - Estreia da 4.ª temporada de Deu Positivo na MTV.[444]
- 2 de dezembro — Termina O Sexo dos Anjos no Viva.[445]
- 3 de dezembro — A RedeTV! reexibe o João Kléber Show Especial Chacrinha - 100 Anos de Alegria, exibido originalmente em 24 de dezembro de 2017.
- 4 de dezembro
  - Estreia Minha Fortuna é Te Amar no SBT.[419]
  - Estreia Direito de Amar no Viva.[445]
  - Estreia Vamos pro After no Multishow.[446]
  - A TV Globo exibe o Som Brasil Apresenta: Zeca Pagodinho.[447]
  - Estreia A Agência na TNT Novelas.
- 8 de dezembro
  - Termina a 18.ª temporada de Malhação no Viva.[448]
  - Estreia da 14ª temporada de O Som do Vinil no Canal Brasil.[449]
- 10 de dezembro — Estreia Balaio na TV Cultura.[450]
- 11 de dezembro
  - A TV Globo exibe o especial Amigos: 20 Anos.[451]
  - Estreia da 19.ª temporada de Malhação no Viva.[448]
- 13 de dezembro — A TV Globo exibe o especial Galvão Bueno: Olha o Que Ele Fez.[447]
- 15 de dezembro
  - Termina a temporada 2023 do Globo Repórter na TV Globo.
  - Termina Prato Feito Brasil na TV Globo.[435]
  - Termina a 7ª temporada de Conversa com Bial na TV Globo.
  - Termina Assim Como a Gente no GNT.[452]
  - Programa do Ratinho tem a exibição supensa no SBT.[453]
- 17 de dezembro
  - Termina a 2.ª temporada de Pipoca da Ivete na TV Globo.[372]
  - Termina a 10.ª temporada de Vai que Cola na TV Globo.
- 18 de dezembro
  - A TV Globo exibe o filme Ritmo de Natal.[454]
  - Estreia da 1.ª temporada de The Chosen: Os Escolhidos no SBT.[453]
- 19 de dezembro — Termina Um Refúgio Para o Amor no SBT.[455]
- 20 de dezembro
  - A TV Globo exibe o especial Ivete - 30 Anos de Carreira.[456]
  - O SBT exibe a sua Retrospectiva 2023.[457]
- 21 de dezembro — Termina a 15.ª temporada de A Fazenda na Record.[458]
- 22 de dezembro
  - A TV Globo exibe o especial Roberto Carlos: Eu Ofereço Flores.[202]
  - Termina a 1.ª temporada de The Chosen: Os Escolhidos no SBT.[453]
- 23 de dezembro
  - A Record exibe o especial Cintilante com Simone Mendes.[459]
  - Termina a 9.ª temporada de Bake Off Brasil: Mão na Massa no SBT.[348]
  - A TV Cultura exibe o especial Il Volo Natal em Jerusalém.[460]
- 24 de dezembro
  - Estreia da 1.ª temporada de Magnum, P.I. na TV Globo.[461]
  - A Band exibe o especial A Estrela de Jesus.[462]
  - A TV Cultura exibe o especial O Quebra Nozes.[460]
  - As emissoras católicas, a TV Globo e a TV Cultura exibem a Missa do Galo.[460]
- 25 de dezembro
  - A Record exibe a primeira parte do especial Família Record.[463]
  - O SBT exibe o piloto do Luccas Neto e a Escola de Aventureiros.[464]
  - O SBT exibe o piloto do Circo do Tiru.[464]
  - O SBT exibe o especial Feriadão SBT.[464]
  - Programa do Ratinho tem a exibição retomada no SBT.[453]
  - A TV Cultura exibe o especial Rivellino, Histórias do Tempo que Voa.[460]
  - A TV Cultura exibe a sua Retrospectiva 2023.[460]
- 26 de dezembro
  - Termina a temporada 2023 do Profissão Repórter na TV Globo.[428]
  - A Record exibe a segunda parte do especial Família Record.[465]
  - Termina a 2.ª temporada de MasterChef+ na Band.[466]
  - Termina a 5.ª temporada do Big Brother Brasil no Viva.
- 27 de dezembro
  - A Record exibe a Retrospectiva dos Famosos.[467]
  - A Band exibe a sua Retrospectiva 2023.[468]
- 28 de dezembro
  - A 2.ª temporada de This Is Us: Histórias de Família tem a exibição suspensa na TV Globo.[428]
  - Termina a 12.ª temporada de The Voice Brasil na TV Globo.[442]
  - A Record exibe a sua Retrospectiva 2023.[467]
  - A RedeTV! exibe a sua Retrospectiva 2023.[449]
- 29 de dezembro
  - A TV Globo exibe a sua Retrospectiva 2023.[202]
  - A Record exibe o Especial 70 Anos.[469]
  - Termina Outlander na Band.
  - Termina W - Dois Mundos na RedeTV!.
  - O SporTV exibe o especial 1 Ano Sem Pelé.
- 30 de dezembro
  - Reestreia Sábadocine no SBT.[457]
  - A Record exibe o especial Joelma - Isso é Calypso na Amazônia.[470]
  - A TV Cultura exibe o especial Iron – O Homem da Máscara de Ferro.[460]
  - Termina Escrito nas Estrelas no Viva.[471]
- 31 de dezembro
  - A TV Globo exibe o especial Agora Vai.[472]
  - A Record exibe o Canta Comigo Especial.[463]

### Lançamentos viaplataforma sob demanda
- 1.º de janeiro — Estreia Olhar Indiscreto na Netflix.[473]
- 11 de janeiro — Estreia Extremistas.br no Globoplay.[474]
- 13 de janeiro — Estreia Sou Corinthians no Globoplay.[475]
- 22 de janeiro — Estreia Felipe Melo: Ousado no PlayPlus.[476]
- 25 de janeiro
  - Estreia Mila no Multiverso no Disney+.[477]
  - Estreia Todo Dia a Mesma Noite na Netflix.[478]
- 26 de janeiro — Estreia Boate Kiss - A Tragédia de Santa Maria no Globoplay.[479]
- 8 de fevereiro
  - Estreia da 2.ª temporada de As Five no Globoplay.[480]
  - Estreia Santo Maldito no Star+.[481]
- 15 de fevereiro — Estreia Sem Filtro no Netflix.[482]
- 24 de fevereiro — Estreia da 3.ª temporada de Soltos em Salvador no Prime Video.[483]
- 10 de março — Estreia O Repórter do Poder no Globoplay.[484]
- 17 de março — Estreia da 2.ª temporada de Dom no Prime Video.[485]
- 22 de março — Estreia da 2.ª temporada de Cidade Invisível na Netflix.[486]
- 29 de março
  - Estreia Jessie & Colombo no Globoplay.[487]
  - Estreia da 2.ª temporada de O Rei da TV no Star+.[488]
- 12 de abril
  - Estreia Tá Tudo Certo no Disney+.[489]
  - Estreia da 2.ª temporada de A Sogra que te Pariu na Netflix.[490]
- 14 de abril — Estreia Caravana das Drags no Prime Video.[491]
- 30 de abril — Estreia Belchior - Apenas Um Coração Selvagem no Globoplay.[492]
- 2 de maio — Estreia Coisa de Menino na HBO Max.[493]
- 10 de maio — Estreia Dois Tempos no Star+.[494]
- 11 de maio — Estreia Vestidas de Amor no Globoplay.[495]
- 18 de maio — Estreia Galvão: Olha o Que Ele Fez no Globoplay.[496]
- 31 de maio — Estreia da 1.ª temporada de Os Outros no Globoplay.[497]
- 2 de junho  — Estreia Vale dos Isolados: O Assassinato de Bruno e Dom no Globoplay.[498]
- 16 de junho — Estreia Se Essa Rua Fosse Minha no PlayPlus.[499]
- 22 de junho — Estreia A Vida pela Frente no Globoplay.[500]
- 29 de junho – Estreia Onde Está Tim Lopes? no Globoplay.[501]
- 5 de julho  – Estreia da 2.ª temporada de De Volta aos 15 na Netflix.[502]
- 6 de julho
  - Estreia Acorda, Carlo! na Netflix.[503]
  - Estreia Use Sua Voz na HBO Max.[504]
- 8 de julho  – Estreia Marcelo, Marmelo, Martelo no Paramount+.[505]
- 9 de julho — Estreia Massacre na Escola - A Tragédia das Meninas de Realengo na HBO Max.[506]
- 12 de julho  – Estreia A Super Fantastica Historia Do Balão no Star+.[507]
- 13 de julho  – Estreia Xuxa, o Documentário no Globoplay.[508]
- 14 de julho – Estreia Cadê o Amarildo? no Globoplay.[509]
- 19 de julho – Estreia Vicky e a Musa no Globoplay.[510]
- 20 de julho — Estreia Além do Guarda-Roupa na HBO Max.[511]
- 21 de julho — Estreia Negociador no Prime Video.[312]
- 25 de julho — Estreia da 4.ª temporada de Sintonia na Netflix.[512]
- 26 de julho — Estreia Art Attack: Modo Desafio no Disney+.[513]
- 28 de julho — Estreia Novela no Prime Video.[514]
- 15 de agosto — Estreia Tributo - Lea Gárcia no Globoplay.[138]
- 18 de agosto
  - Estreia As Aventuras de José e Durval no Globoplay.[515]
  - Estreia Cangaço Novo no Prime Video.[516]
- 25 de agosto — Estreia A Música Está Servida no Disney+.[517]
- 30 de agosto — Estreia da 4.ª temporada de Impuros no Star+.[518]
- 31 de agosto  — Estreia Chic Show no Globoplay.[519]
- 6 de setembro — Estreia B.O na Netflix.[520]
- 15 de setembro — Estreia Match nas Estrelas no Prime Video.[144]
- 22 de setembro — Estreia Compro Likes no Star+.[521]
- 27 de setembro — Estreia da 2.ª temporada de Tudo Igual... SQN  no Disney+.[522]
- 29 de setembro — Estreia da 3.ª temporada de A Divisão no Globoplay.[523]
- 9 de outubro — Estreia Ilhados com a Sogra na Netflix.[524]
- 14 de outubro — Estreia Por que Waldemar? Eis a Questão do Futebol Brasileiro no Star+.[525]
- 18 de outubro  — Estreia How To Be a Carioca no Star+.[526]
- 19 de outubro
  - Estreia Codex 632 no Globoplay.[527]
  - Estreia B.A: O Futuro Está Morto na HBO Max.[528][529]
- 25 de outubro — Estreia Fim no Globoplay.[530]
- 27 de outubro — Estreia Acampamento de Magia para Jovens Bruxos no Globoplay.[531]
- 1.º de novembro — Estreia Vale o Escrito - A Guerra do Jogo do Bicho no Globoplay.[532]
- 3 de novembro – Estreia Dossiê Chapecó: O Jogo Por Trás da Tragédia na HBO Max.[433]
- 8 de novembro — Estreia Últimas Férias no Star+.[533]
- 13 de novembro — Estreia A Mão do Eurico no Globoplay.[534]
- 14 de novembro – Estreia DNA do Crime na Netflix.[535]
- 17 de novembro
  - Estreia Amar é Para os Fortes no Prime Video.[536]
  - Estreia A Cozinha no Globoplay.[537]
- 20 de novembro — Estreia Resistência Negra no Globoplay.[538]
- 23 de novembro — Estreia Rio Connection no Globoplay.[539]
- 24 de novembro — Estreia da 3.ª temporada de LOL: Se Rir, Já Era! no Prime Video.[540]
- 29 de novembro — Estreia A Magia de Aruna no Disney+.[541]
- 1.º de dezembro — Estreia Betinho - No Fio da Navalha no Globoplay.[542]
- 12 de dezembro — Estreia Todo Dia É 4 de Novembro - o Fluminense Conquista a América no Globoplay.[543]
- 13 de dezembro — Estreia Se Eu Fosse Luísa Sonza na Netflix.[544]

## Emissoras e plataformas

### Fundações
| Data           | Emissora                    | Cidade, UF                   | Notas | Ref.    |
| -------------- | --------------------------- | ---------------------------- | --- | ------- |
| 5 de janeiro   | Nosso Futebol               | —                            | Canal de televisão por assinatura, voltado à transmissão de torneios de futebol e programas esportivos                                 | [ 545 ] |
| 4 de fevereiro | RTN TV                      | São Paulo, SP                | Rede de televisão aberta vinculada à Comunidade Evangélica Sara Nossa Terra, afiliada à TV A Crítica                                   | [ 546 ] |
| 3 de maio      | DiaTV                       | São Paulo, SP                | Canal de televisão via streaming, pertencente ao Dia Estúdio                                                                           | [ 547 ] |
| 22 de maio     | TV UFT                      | Palmas, Tocantins            | Emissora de televisão educativa vinculada à Universidade Federal do Tocantins, afiliada à TV Brasil                                    | [ 548 ] |
| 1.º de junho   | BM&C News                   | São Paulo, SP                | Canal de notícias por assinatura, pertencente ao Grupo Stenna                                                                          | [ 549 ] |
| 1.º de julho   | Rede Amazônica Rorainópolis | Rorainópolis, Roraima        | Emissora de televisão aberta vinculada à Rede Amazônica, afiliada à TV Globo                                                           | [ 550 ] |
| 25 de julho    | GOAT                        | São Paulo, SP                | Canal de televisão esportivo via streaming, pertecente ao humorista Antonio Tabet                                                      | [ 551 ] |
| 18 de agosto   | C3 TV                       | São Paulo, SP                | Canal de televisão por assinatura, voltado às mudanças climáticas, pertencente ao Grupo Climatempo                                     | [ 552 ] |
| 20 de agosto   | TV Tribuna                  | Rio Branco, Acre             | Emissora de televisão aberta, afiliada à TV A Crítica                                                                                  | [ 553 ] |
| 28 de agosto   | Ultrafarma TV               | São Paulo, SP                | Emissora de televisão aberta, pertecente ao empresário Sidney Oliveira                                                                 | [ 554 ] |
| 31 de outubro  | Adult Swim                  | —                            | Canal de televisão por assinatura, voltado à exibição de séries e desenhos com temáticas adultas, pertencente à Warner Bros. Discovery | [ 555 ] |
| 31 de outubro  | TVM                         | Mossoró, Rio Grande do Norte | Emissora de televisão aberta, afiliada à TV Gazeta                                                                                     | [ 556 ] |
| 12 de dezembro | Universal+                  | —                            | Serviço de streaming, pertencente à NBCUniversal                                                                                       | [ 557 ] |
| 12 de dezembro | Universal Premiere          | —                            | Canais de televisão por assinatura, voltados para a exibição de séries e realitys shows, pertencentes à NBC Universal                  | [ 557 ] |
| 12 de dezembro | Universal Reality           | —                            | Canais de televisão por assinatura, voltados para a exibição de séries e realitys shows, pertencentes à NBC Universal                  | [ 557 ] |

### Extinções
| Data           | Emissora            | Cidade, UF     | Notas | Ref.    |
| -------------- | ------------------- | -------------- | --- | ------- |
| 24 de maio     | Rede Amazônica Jaru | Jaru, Rondônia | Com o fim do departamento de jornalismo do canal, a emissora foi decretada como extinta, se transformando em uma mera repetidora da Rede Amazônica Porto Velho                  | [ 558 ] |
| 31 de maio     | TV Shoptime         | São Paulo, SP  | O canal foi descontinuado por decisão das Americanas devido ao processo de recuperação judicial que a empresa vive. Todo o conteúdo digital passa a ser transmitido via YouTube | [ 559 ] |
| 30 de junho    | Estádio TNT Sports  | São Paulo, SP  | O streaming foi descontinuado por decisão da Warner Bros. Discovery. Todo o conteúdo foi movido para a HBO Max                                                                  | [ 560 ] |
| 23 de setembro | TV Climatempo       | São Paulo, SP  | O canal foi descontinuado por decisão do Grupo Climatempo, passando a focar os investimentos na C3 TV                                                                           | [ 561 ] |
| 11 de dezembro | Lionsgate+          | —              | O serviço de streaming foi descontinuado por decisão da programadora em concentrar as suas operações apenas nos Estados Unidos, Canadá e Reino Unido                            | [ 562 ] |
| 31 de dezembro | Oi Play             | São Paulo, SP  | O serviço de streaming foi descontinuado por decisão da Oi devido ao baixo número de assinantes                                                                                 | [ 563 ] |

### Rebrandings
| Data           | Emissora                    | Cidade, UF                            | Notas                                                       | Ref.                |
| -------------- | --------------------------- | ------------------------------------- | ----------------------------------------------------------- | ------------------- |
| 4 de janeiro   | TV Mais Pará                | Belém, Pará                           | Volta a se chamar TV Metropolitana                          | [carece de fontes?] |
| 10 de abril    | TVE Ponta Grossa            | Ponta Grossa, Paraná                  | Passa a se chamar TVE UEPG                                  | [ 564 ]             |
| 23 de maio     | Imperatriz TV               | Imperatriz, Maranhão                  | Passa a se chamar TV Liberdade                              | [carece de fontes?] |
| 26 de junho    | TBS                         | —                                     | Passa a se chamar TNT Novelas                               | [ 565 ]             |
| 1.º de julho   | Guigo TV                    | São Paulo, SP                         | Passa a se chamar Zapping Brasil                            | [ 566 ]             |
| 10 de julho    | Trace Brazuca               | —                                     | Passa a se chamar Trace Brasil                              | [ 567 ]             |
| 25 de julho    | TV Brasil 2                 | Brasília, Distrito Federal            | Passa a se chamar Canal Gov                                 | [ 568 ]             |
| 6 de agosto    | Educativa TV                | Maceió, Alagoas                       | Volta a se chamar TVE Alagoas                               | [carece de fontes?] |
| 17 de agosto   | Rede Família                | Limeira, São Paulo                    | Passa a se chamar RFTV                                      | [ 569 ]             |
| 1.º de outubro | Syfy                        | Rio de Janeiro, RJ                    | Passa a se chamar USA Network                               | [ 570 ]             |
| 16 de outubro  | TV Farol                    | Rio Grande, Rio Grande do Sul         | Passa a se chamar TV O Farol do Sul                         | [carece de fontes?] |
| 6 de novembro  | RecordTV RecordTV São Paulo | São Paulo, SP                         | Volta a se chamar Record Volta a se chamar Record São Paulo | [ 173 ]             |
| 6 de novembro  | RecordTV Interior SP        | Franca, São Paulo                     | Passa a se chamar Record Interior SP                        | [ 173 ]             |
| 6 de novembro  | RecordTV Litoral e Vale     | Santos, São Paulo                     | Passa a se chamar Record Litoral e Vale                     | [ 173 ]             |
| 6 de novembro  | RecordTV Rio Preto          | São José do Rio Preto, São Paulo      | Volta a se chamar Record Rio Preto                          | [ 173 ]             |
| 6 de novembro  | RecordTV Paulista           | Bauru, São Paulo                      | Volta a se chamar Record Paulista                           | [ 173 ]             |
| 6 de novembro  | RecordTV Rio                | Rio de Janeiro, RJ                    | Passa a se chamar Record Rio                                | [ 173 ]             |
| 6 de novembro  | RecordTV Interior RJ        | Campos dos Goytacazes, Rio de Janeiro | Passa a se chamar Record Interior RJ                        | [ 173 ]             |
| 6 de novembro  | RecordTV Minas              | Belo Horizonte, Minas Gerais          | Volta a se chamar Record Minas                              | [ 173 ]             |
| 6 de novembro  | RecordTV Brasília           | Brasília, Distrito Federal            | Volta a se chamar Record Brasília                           | [ 173 ]             |
| 6 de novembro  | RecordTV Goiás              | Goiânia, Goiás                        | Volta a se chamar Record Goiás                              | [ 173 ]             |
| 6 de novembro  | RecordTV RS                 | Porto Alegre, Rio Grande do Sul       | Passa a se chamar Record RS                                 | [ 173 ]             |
| 6 de novembro  | RecordTV Itapoan            | Salvador, Bahia                       | Volta a se chamar Record Bahia                              | [ 173 ]             |
| 6 de novembro  | RecordTV Cabrália           | Itabuna, Bahia                        | Volta a se chamar Record Cabrália                           | [ 173 ]             |
| 6 de novembro  | RecordTV Belém              | Belém, Pará                           | Volta a se chamar Record Belém                              | [ 173 ]             |
| 6 de novembro  | RecordTV Manaus             | Manaus, Amazonas                      | Passa a se chamar Record Manaus                             | [ 173 ]             |
| 6 de dezembro  | DGO                         | —                                     | Passa a se chamar Sky+                                      | [ 571 ]             |

### Trocas de afiliação
| Data            | Emissora          | Cidade, UF                    | Afiliação anterior  | Afiliação nova  | Notas | Ref.                    |
| --------------- | ----------------- | ----------------------------- | ------------------- | --------------- | --- | ----------------------- |
| 24 de fevereiro | TV São Bento      | São Bento, Maranhão           | RedeTV!             | Rede Meio Norte | Após um período como afiliada da emissora paulista, o canal fechou um acordo para transmitir o canal piauiense | [ 572 ]                 |
| 18 de julho     | TV Poços          | Poços de Caldas, Minas Gerais | TV Cultura          | Rede Minas      | Após 2 anos de afiliação com a TV Cultura, a emissora volta a transmitir a Rede Minas | [ 573 ]                 |
| 5 de agosto     | TV Tropical       | Barão de Grajaú, Maranhão     | Rede Difusora (SBT) | Independente    | A emissora paulista optou por rescindir o contrato com o canal maranhense devido a má reputação deste por conta de duas polêmicas recentes. Em 27 de julho, o empresário Wellington Raulino acusou o primeiro-cavalheiro da cidade, Raimundo Silva, de furtar equipamentos do canal após denúncias contra a gestão da prefeita Claudimê Lima (PSD), dando um prejuízo de R$450 mil e tirando a emissora do ar. Posteriormente, no dia seguinte, a apresentadora Joélia Luz teria insultado o público após um telespectador criticar o conteúdo do Jornal da Tropical, acusando o mesmo de ser totalmente apelativo. O sinal do canal paulista passou a ser transmitido pela TV Rio Parnaíba, que agora ocupa a frequência da antiga emissora que ficou exclusiva à internet | [ 574 ] [ 575 ] [ 576 ] |
| 6 de outubro    | TV Onda Digital   | Manaus, Amazonas              | Independente        | Rede Meio Norte | Adotando uma programação independente desde sua fundação, a emissora passa a retransmitir a programação do canal piauiense | [ 577 ]                 |
| 5 de novembro   | TVA               | Rio Branco, Acre              | TV A Crítica        | Rede Meio Norte | Após dois anos de afiliação, a emissora acreana decidiu não renovar o contrato com o canal amazonense, em favor do mesmo decidir fechar parceria com a futura emissora denominada TV Tribuna. Para cobrir o espaço da antiga parceira, o canal anunciou afiliação com a rede piauiense | [ 553 ]                 |
| 29 de novembro  | TV Capital        | Balsas, Maranhão              | RedeTV!             | Record          | Desde sua fundação retransmitindo a programação da RedeTV!, a emissora passa a retransmitir a programação da Record | [carece de fontes?]     |
| 4 de dezembro   | TV Sinal          | Aracati, Ceará                | TV Brasil           | TV Cultura      | A emissora cearense decide deixar de retransmitir o canal do governo federal para voltar a integrar a rede da Fundação Padre Anchieta, com o objetivo de expandir a sua programação | [ 578 ]                 |
| 4 de dezembro   | TV Sinal          | Tauá, Ceará                   | TV Brasil           | TV Cultura      | A emissora cearense decide deixar de retransmitir o canal do governo federal para voltar a integrar a rede da Fundação Padre Anchieta, com o objetivo de expandir a sua programação | [ 578 ]                 |
| 11 de dezembro  | TV Cinturão Verde | Cianorte, Paraná              | TV Cultura          | TV Brasil       | Desde sua fundação retransmitindo a programação da TV Cultura, a emissora passa a retransmitir a programação da TV Brasil | [ 579 ]                 |
| 19 de dezembro  | TV Cidade         | Araguaína, Tocantins          | TV Brasil           | Rede Meio Norte | Após um curto período de retransmissão do canal federal, a emissora se afiliou à rede piauiense | [ 580 ]                 |
| 28 de dezembro  | TV Arapuan        | João Pessoa, Paraíba          | RedeTV!             | Band            | Após 15 anos de afiliação com a RedeTV!, a emissora do Sistema Arapuan de Comunicação decide retransmitir a programação do canal do Grupo Bandeirantes de Comunicação, visando expandir a sua cobertura e os números de audiência. A mudança também forçou o fim da parceria entre a Band e a TV Manaíra após 26 anos de afiliação, que passa a se tornar afiliada da RedeTV! | [ 581 ] [ 582 ]         |
| 28 de dezembro  | TV Manaíra        | João Pessoa, Paraíba          | Band                | RedeTV!         | Após 15 anos de afiliação com a RedeTV!, a emissora do Sistema Arapuan de Comunicação decide retransmitir a programação do canal do Grupo Bandeirantes de Comunicação, visando expandir a sua cobertura e os números de audiência. A mudança também forçou o fim da parceria entre a Band e a TV Manaíra após 26 anos de afiliação, que passa a se tornar afiliada da RedeTV! | [ 581 ] [ 582 ]         |
| 28 de dezembro  | TV Maior          | Campina Grande, Paraíba       | RedeTV!             | TV Evangelizar  | Após ser revelado que o Sistema Opinião de Comunicação, através da TV Manaíra, fechou um acordo de exclusividade para a retransmissão da RedeTV! na Paraíba, Alagoas, Sergipe e no interior de Pernambuco, a emissora local teve que deixar de transmitir a programação do canal paulista, sendo obrigada a exibir temporariamente os programas da rádio Correio FM e reprises de festivais. No dia seguinte, a emissora passou a retransmitir a TV Evangelizar | [ 583 ]                 |

## Mortes
| Data            | Nome                                  | Idade      | Notas | Ref.    |
| --------------- | ------------------------------------- | ---------- | --- | ------- |
| 9 de janeiro    | Cindy Mendes                          | 34         | Cantora e atriz. Na televisão, seu único trabalho foi na série Antônia | [ 584 ] |
| 22 de janeiro   | Gilson Ricardo                        | 74         | Radialista e cronista esportivo. Teve passagens pela CNT Rio de Janeiro, Band Rio e no SBT Rio como comentarista esportivo | [ 585 ] |
| 24 de janeiro   | Mildred dos Santos                    | 93         | Atriz. Seu único trabalho na TV foi como apresentadora do programa Grande Show Regina na TV Tupi Rio de Janeiro | [ 586 ] |
| 25 de janeiro   | Pierre Beltrand                       | 93         | Jornalista e advogado. Apresentou os programas Pierre Show e Pierre no Quatro, com passagens pela TV Marajoara, TV Guajará e TV Liberal, e nesta última apresentou também o quadro Minuto Social do Jornal Liberal | [ 587 ] |
| 31 de janeiro   | Ilya São Paulo                        | 59         | Ator. Trabalhos notáveis incluem Irmãos Coragem, Malhação, Gabriela, A Regra do Jogo e Onde Nascem os Fortes | [ 588 ] |
| 2 de fevereiro  | Glória Maria                          | 73         | Jornalista. Atuou como repórter e apresentadora em telejornais locais da TV Globo Rio de Janeiro, além de repórter especial e apresentadora do Fantástico e Globo Repórter na TV Globo | [ 589 ] |
| 11 de fevereiro | Mauro Salles                          | 90         | Jornalista e publicitário. Foi diretor de jornalismo e programação durante a fase de implantação da TV Globo em 1965, além de dirigir o humorístico Câmara Indiscreta. Foi também presidente do conselho curador da Fundação Cásper Líbero, mantenedora da TV Gazeta, entre 1978 e 1982 | [ 590 ] |
| 12 de fevereiro | Shara Miranda                         | 25         | Jornalista. Atuava como repórter da CATVE | [ 591 ] |
| 20 de fevereiro | Silvan Alves                          | 60         | Jornalista e radialista. Na televisão, apresentou o programa policial Bandeira 2 na TV Difusora entre 1997 e 2021 | [ 592 ] |
| 3 de março      | Márcio Guedes                         | 76         | Jornalista e cronista esportivo. Atuou como comentarista e apresentador na Band Rio, TV Globo, Rede Manchete, RecordTV, RedeTV!, ESPN e TV Brasil | [ 593 ] |
| 4 de março      | Paulo Caruso                          | 73         | Cartunista. Na televisão, tornou-se notável por fazer ilustrações em tempo real durante as entrevistas do Roda Viva, na TV Cultura | [ 594 ] |
| 12 de março     | Antônio Pedro                         | 82         | Ator e diretor. Trabalhos notáveis incluem Super Plá, Supermanoela, Chico Anysio Show, Escolinha do Professor Raimundo, Malhação, Colégio Brasil, Um Menino muito Maluquinho e Zorra Total | [ 595 ] |
| 31 de março     | Palmério Dória                        | 74         | Jornalista. Na televisão, foi chefe de reportagem da TV Globo | [ 596 ] |
| 1.º de abril    | Léa Camargo                           | 90         | Atriz. Trabalhos notáveis incluem Grande Teatro Tupi, Simplesmente Maria, Mulheres de Areia, O Espantalho, O Todo-Poderoso, Jogo do Amor, Despedida de Solteiro e Era uma Vez... | [ 597 ] |
| 5 de abril      | Milton Franceschini                   | 87         | Ator e humorista. Integrou os quadros "Câmeras Escondidas" e "Os Velhinhos se Divertem" do Programa Silvio Santos, no SBT | [ 598 ] |
| 23 de abril     | Celso Borges                          | 63         | Poeta e jornalista. Na televisão, atuou como diretor de jornalismo da TV Mirante, sendo o primeiro a exercer essa função | [ 599 ] |
| 27 de abril     | Helena de Grammont                    | 74         | Jornalista. Atuava como repórter no Fantástico, Jornal Nacional, Jornal Hoje e Jornal da Globo na TV Globo | [ 600 ] |
| 6 de maio       | Eraldo Fontiny                        | 41         | Humorista. Trabalhos notáveis incluem Pânico na Band, A Praça é Nossa, Treme Treme e Xilindró | [ 601 ] |
| 7 de maio       | Palmirinha Onofre                     | 91         | Apresentadora e cozinheira. Trabalhos notáveis incluem Note e Anote, Mulheres, Pra Você, TV Culinária, Programa da Palmirinha e Chef ao Pé do Ouvido | [ 602 ] |
| 7 de maio       | Eddy Newton                           | 79         | Diretor. Trabalhos notáveis incluem Programa Silvio Santos, Balão Mágico, Xou da Xuxa e Programa Sula Miranda | [ 603 ] |
| 9 de maio       | Rita Lee                              | 75         | Cantora. Na televisão, apresentou os programas TVLeezão na MTV Brasil, e Saia Justa e Madame Lee no GNT | [ 604 ] |
| 9 de maio       | Wilson Ibiapina                       | 80         | Jornalista. Atuou em diversas funções na TV Ceará, TV Verdes Mares, TV Globo, TV Nacional e TV Brasil | [ 605 ] |
| 22 de maio      | Jeff Machado                          | 44         | Ator, produtor e jornalista. Seu único trabalho de destaque na televisão foi na série-novela Reis, além de já ter sido figurante nas telenovelas Malhação: Vidas Brasileiras, Bom Sucesso, A Dona do Pedaço e Salve-se Quem Puder | [ 606 ] |
| 9 de junho      | Leilane Lutosa                        | 39         | Jornalista. Foi repórter, apresentadora e editora regional na TV Anhanguera Palmas | [ 607 ] |
| 15 de junho     | Luiz Schiavon                         | 64         | Compositor e instrumentalista. Compôs os temas musicais de O Rei do Gado, Terra Nostra, Esperança e Cabocla e foi diretor musical do Domingão do Faustão entre os anos de 2004 e 2010 | [ 608 ] |
| 20 de junho     | Paulo Morsa                           | 78         | Jornalista esportivo. Trabalhos notáveis incluem Debate Bola, Terceiro Tempo e Jogo Aberto | [ 609 ] |
| 21 de junho     | Lucia Hippolito                       | 72         | Historiadora e jornalista. Seu único trabalho na televisão foi como comentarista política do quadro "Meninas do Jô" no Programa do Jô, na TV Globo | [ 610 ] |
| 29 de junho     | Mário Monteiro                        | [ nota 2 ] | Carnavalesco e cenógrafo. Como cenógrafo, foi diretor de arte de várias novelas na TV Globo, como Irmãos Coragem | [ 611 ] |
| 30 de junho     | Gil Rocha                             | 63         | Jornalista, narrador e comentarista esportivo. Foi apresentador do Globo Esporte na RPC, além de ter participado de transmissões esportivas na TV Globo, SporTV e Premiere | [ 612 ] |
| 3 de julho      | Maria José Sarno                      | 63         | Jornalista e psicóloga. Foi repórter da TV Globo, editora de texto e editora executiva na GloboNews | [ 613 ] |
| 4 de julho      | Maura Miranda                         | 72         | Jornalista. Teve passagens como apresentadora na TV Gazeta, TV Vitória, TV Tribuna e TV Educativa | [ 614 ] |
| 6 de julho      | Zé Celso Martinez                     | 86         | Ator, diretor e dramaturgo. Na televisão, seus únicos trabalhos foram na telenovela Cordel Encantado e na série Manual para se Defender de Aliens, Ninjas e Zumbis | [ 615 ] |
| 8 de julho      | Neusa Maria Faro                      | 78         | Atriz. Trabalhos notáveis incluem Telecurso, A Idade da Loba, Irmã Catarina, Chiquititas, Fascinação, Amor e Ódio, Alma Gêmea, O Profeta, Caras & Bocas, Gabriela e Amor à Vida | [ 616 ] |
| 10 de julho     | Camila Holanda                        | 29         | Jornalista. Na televisão, trabalhou como repórter na TV Verdes Mares | [ 617 ] |
| 11 de julho     | Maria da Glória Aguiar (Índia Potira) | 76         | Ex-dançarina e atriz. Foi chacrete durante os programas Discoteca do Chacrinha e Buzina do Chacrinha entre os anos de 1970 e 1978 | [ 618 ] |
| 18 de julho     | Luiz Eduardo Anaice                   | 69         | Radialista e apresentador. Na televisão, apresentou os programas Metendo Bronca, Cidade Contra o Crime, Bora Cidade e Barra Pesada na RBA TV | [ 619 ] |
| 1.º de agosto   | Maria Helena Dias                     | 91         | Atriz. Trabalhos notáveis incluem Grande Teatro Tupi, Renúncia, Banzo, Onde Nasce a Ilusão, Paixão Proibida, Plumas e Paetês, Elas por Elas, Um Sonho a Mais, Tieta, Fera Ferida e Cobras & Lagartos | [ 620 ] |
| 2 de agosto     | Miguel Livramento                     | 81         | Radialista e narrador esportivo. Teve passagens pela TV Barriga Verde, NSC TV, SCC SBT e NDTV | [ 621 ] |
| 7 de agosto     | Aracy Balabanian                      | 83         | Atriz. Trabalhos notáveis incluem Marcados pelo Amor, O Amor Tem Cara de Mulher, Vila Sésamo, O Casarão, Locomotivas, Coração Alado, Elas por Elas, Ti Ti Ti, Rainha da Sucata, A Próxima Vítima, Sai de Baixo, Da Cor do Pecado, Cheias de Charme e Sol Nascente | [ 622 ] |
| 9 de agosto     | Aderbal Freire Filho                  | 82         | Diretor, Ator e Apresentador. Na televisão, atuou nas séries Confissões de Adolescente, Dupla Identidade e Tapas & Beijos e também apresentou o programa Arte do Artista | [ 623 ] |
| 10 de agosto    | Dad Squarisi                          | 77         | Colunista e professora de português. Foi comentarista da TV Brasília | [ 624 ] |
| 15 de agosto    | Léa Garcia                            | 90         | Atriz. Trabalhos notáveis incluem Grande Teatro Tupi, Vendem-se Terrenos no Céu, Acorrentados, Assim na Terra como no Céu, Selva de Pedra, Escrava Isaura, Dona Beija, Tocaia Grande, Xica da Silva, Anjo Mau, O Clone, A Lei e o Crime, Assédio e Arcanjo Renegado | [ 625 ] |
| 7 de setembro   | Raimundo Varela                       | 75         | Apresentador e radialista. Teve passagens pela TV Bandeirantes Bahia e na RecordTV Itapoan | [ 626 ] |
| 12 de setembro  | Luiz Antônio Piá                      | 81         | Diretor. Trabalhos notáveis incluem Plantão de Polícia, Lampião e Maria Bonita, Eu Prometo, Partido Alto, Você Decide, O Desafio de Elias, Estrela de Fogo, Esmeralda, Maria Esperança, Dance Dance Dance, Carrossel, Chiquititas e Cúmplices de um Resgate | [ 627 ] |
| 19 de setembro  | Harildo Deda                          | 83         | Ator e Diretor teatral. Na televisão, atuou em Rosa Baiana, O Pagador de Promessas, Dona Flor e Seus Dois Maridos, Carga Pesada e Gabriela | [ 628 ] |
| 19 de setembro  | Rafael Suco                           | 36         | Ator. Na televisão, participou das novelas Cúmplices de um Resgate e Carinha de Anjo no SBT, e do programa The Love School na RecordTV | [ 629 ] |
| 22 de setembro  | Maria Carmem Barbosa                  | 76         | Dramaturga, escritora e roteirista. Na televisão, escreveu Delegacia de Mulheres, Lua Cheia de Amor, Sai de Baixo, Salsa e Merengue, Sandy & Junior, A Lua Me Disse, Toma Lá, Dá Cá e Os Ausentes | [ 630 ] |
| 25 de setembro  | Zélia Martins                         | 76         | Atriz. Na televisão foi jurada dos programas Buzina do Chacrinha e Programa Raul Gil e atuou na minissérie O Coronel e o Lobisomem | [ 631 ] |
| 29 de setembro  | Geraldo Matheus Torloni               | 93         | Ator, diretor e produtor teatral. Na televisão, foi diretor de entretenimento da extinta Rede Manchete e atuou na novela Paixões Proibidas da Band | [ 632 ] |
| 4 de outubro    | Jaime Machado Filho                   | 74         | Empresário e jornalista. Foi um dos fundadores da TV Jangadeiro | [ 633 ] |
| 21 de outubro   | Carlos Amorim                         | 71         | Jornalista e diretor. Na televisão, trabalhou como diretor do Fantástico na TV Globo, do Domingo Espetacular na RecordTV e também foi diretor de jornalismo na Rede Manchete e na Band | [ 634 ] |
| 28 de outubro   | Anderson Hentges                      | 28         | Jornalista. Trabalhou como repórter na TV Centro América Norte e apresentou os telejornais Bom Dia Nortão e MT1 | [ 635 ] |
| 28 de outubro   | Valdir Henrique da Silva (Dr. Peru)   | 54         | Humorista. Participou dos programas Show do Tom na RecordTV e Show do Tony Nunes na TV Diário | [ 636 ] |
| 3 de novembro   | Elizângela                            | 68         | Atriz e cantora. Trabalhos notáveis incluem Capitão Furacão, Bandeira 2, Pecado Capital, Locomotivas, Os Trapalhões, Jogo da Vida, Roque Santeiro, Tudo ou Nada, Pedra sobre Pedra, Éramos Seis, Por Amor, O Clone, A Favorita, Ti Ti Ti, Império e A Força do Querer | [ 637 ] |
| 4 de novembro   | Idalina de Oliveira                   | 87         | Atriz e Apresentadora. Trabalhos notáveis incluem Gincana Kibon, Capitão 7, Astros do Disco e Prazer em Conhecê-lo | [ 638 ] |
| 5 de novembro   | Lolita Rodrigues                      | 94         | Atriz e Humorista. Trabalhos notáveis incluem Música e Fantasia, A Muralha, TV de Vanguarda, Clube dos Artistas, Almoço com as Estrelas, 2-5499 Ocupado, As Pupilas do Senhor Reitor, O Direito de Nascer, Sassaricando, Despedida de Solteiro, A Viagem, Louca Paixão, Zorra Total, Kubanacan e Viver a Vida                                                                                            | [ 639 ] |
| 7 de novembro   | Luana Andrade                         | 29         | Influenciadora digital e Dançarina. Na Televisão foi assistente de palco do Domingo Legal no SBT e participou do Power Couple Brasil na Record | [ 640 ] |
| 7 de novembro   | João Leite Neto                       | 80         | Jornalista. Foi repórter da TV Globo entre os anos de 1968 e 1979, e apresentador dos programas 90 Minutos e Boa Noite Brasil da Band, entre os anos de 1980 e 1984, Aqui Agora do SBT, entre os anos de 1991 e 1997 e em 2008, do Cidade Alerta na Record, entre os anos de 1997 e 2000, e do Brasil Verdade na Rede Brasil de Televisão, em 2017                                                       | [ 641 ] |
| 10 de novembro  | Roberto Manzoni                       | 74         | Diretor, produtor e apresentador. Foi diretor do Domingo no Parque pelo SBT Rio de Janeiro, Viva a Noite, Domingo Legal, Programa Silvio Santos e Sabadão com Celso Portiolli pelo SBT, e dirigiu também o Jogo da Vida pela Band e apresentou o programa O Poderoso Magrão pela TV Gazeta | [ 642 ] |
| 14 de novembro  | Paulo Hesse                           | 81         | Ator. Trabalhos notáveis incluem Venha Ver o Sol na Estrada, O Machão, O Sheik de Ipanema, Cinderela 77, Gaivotas, Dulcinéa vai à Guerra, Meus Filhos, Minha Vida, Rabo de Saia, Selva de Pedra, Veja o Gordo, Éramos Seis, Razão de Viver, O Cravo e a Rosa, Paraíso Tropical e Água na Boca | [ 643 ] |
| 21 de novembro  | Elaine Cristina Santos                | 38         | Jornalista. Era âncora do telejornal Canção Nova Notícias da TV Canção Nova | [ 644 ] |
| 24 de novembro  | Edson Resende                         | 78         | Jornalista. Foi o editor-chefe do Jornal das Dez e um dos fundadores da GloboNews. Trabalhou no Fantástico na sucursal de Londres e no GNT | [ 645 ] |
| 29 de novembro  | Ângela Rabelo                         | 73         | Atriz. Realizou apenas participações especiais em Cambalacho, O Cravo e a Rosa, Escolinha do Professor Raimundo, Da Cor do Pecado, Floribella, Dilemas de Irene, Malhação Casa Cheia, Amor à Vida, Sangue Bom, Amor de Mãe, Nos Tempos do Imperador e Um Lugar ao Sol | [ 646 ] |
| 3 de dezembro   | Jaime Gil da Costa (Gil Brother)      | 66         | Humorista. Seus únicos trabalhos na televisão foram na série Hermes e Renato na MTV Brasil e no programa Mundo Canibal TV no Multishow | [ 647 ] |
| 11 de dezembro  | Ricardo Pereira                       | 76         | Jornalista e diretor. Foi repórter da TV Globo entre os anos de 1976 e 1982, sendo também correspondente internacional nesse período. Entre 1983 e 1986, foi chefe de escritório da emissora em Londres e entre 1986 e 2000 foi diretor de jornalismo da Telemontecarlo e em 2006 foi consultor da TV Globo Internacional, assumindo em 2011 o cargo de diretor da Globo Portugal, onde ficaria até 2023 | [ 648 ] |
| 17 de dezembro  | Luca de Castro                        | 70         | Ator e diretor. Trabalhos notáveis incluem Marina, Selva de Pedra, Direito de Amar, Bambolê, Bebê a Bordo, A Próxima Vítima, O Profeta, Negócio da China e O Astro | [ 649 ] |
| 27 de dezembro  | PC Siqueira                           | 37         | Youtuber e gamer. Apresentou os programas PC na TV, MTV Games, Nunca Verão e Furo MTV na MTV Brasil, Jorgecast na PlayTV e Caravana no Ar no TBS Brasil | [ 650 ] |